# 南房総市
南房総市（みなみぼうそうし）は、千葉県の南部に位置する市。関東地方および千葉県最南端の自治体。南房総観光圏の観光都市。市域は森林セラピー基地、海岸部は南房総国定公園に指定されている。
2006年（平成18年）、7町村の合併により発足。

## 概要
温暖な気候を生かしたアイリス・キンセンカなどの花卉栽培や房州ビワの産地として知られ、生産量は日本一である。
日本酪農発祥の地である峯岡牧を始めとした酪農や、アワビ・テングサなどの漁業も著名である。全国モデル道の駅である道の駅とみうらを始め、日本最多の道の駅数である。
市役所は当面、旧富浦町役場を使用するが、富浦地区は南房総市の地理や経済の中心地とはいえない。人口が最も多いのは千倉地区で、合併前まで警察署が置かれるなど外房側地区の中心地であるが、内房側の各地区や三芳地区から見た場合に中心地とはいえない。よって南房総市は、特に商業、医療などで館山市へ大きく依存し、合併前から当市全域が館山都市圏に属する。和田地区は鴨川市との結びつきも強い。

## 地理
千葉県南部で最南端に位置し、県庁所在地である千葉市から約70キロメートルに位置する。東京都の都心から70 - 80キロメートル圏内である。東京都の羽田空港や神奈川県は、東京湾アクアラインの利用が最短の移動距離となる。都市雇用圏における館山都市圏に含まれており、平成22年国勢調査で館山市への通勤率は21.0パーセントである。
東京湾（内房）と太平洋（外房）に面しており、安房地域の西部、房総半島の最南端、房総丘陵を抱え三方を海に囲まれた温暖な地域である。千葉県の最南端である旧白浜町は太平洋に面しており、伊豆諸島や、空気の澄んだ時など伊豆半島も遠望できる。直下に鴨川低地断層帯が所在する。市域は森林セラピー基地に認定されている。
行政区域は館山市を取り囲む形状で、同市を挟んで内房側を富山・富浦地区、外房側を白浜・千倉・丸山・和田地区、館山市の北に隣接する内陸の地区を三芳地区と呼称する。
三芳地区は内房側、外房側の各地区と道路で結ばれており、内房側の各地区と外房側の各地区も、山中を通過する道路でつながってはいるが、鉄道や幹線道路を利用して最短距離で移動するためには館山市を通過する必要がある。後述するように館山市を含めた合併が破談となり、周辺町村のみが合併して変則的な行政区域となったが、館山市は同一生活圏にある。
南房総市は海上における北アメリカやユーラシア大陸との距離が最短である。このため、同市の太平洋沿岸には1989年に国際電信電話（現・KDDI）が開設した千倉海底線中継所を始めとする電気通信事業者の海底ケーブル陸揚局が集中しており、首都圏とアメリカ合衆国・アジア諸国などを通信で結ぶ重要拠点となっている。千葉県（現代産業科学館）は成田空港（空の玄関、成田市）や千葉港（海の玄関、千葉市など）に次ぐ千葉から世界への第3の玄関（情報の玄関）と位置付けている。

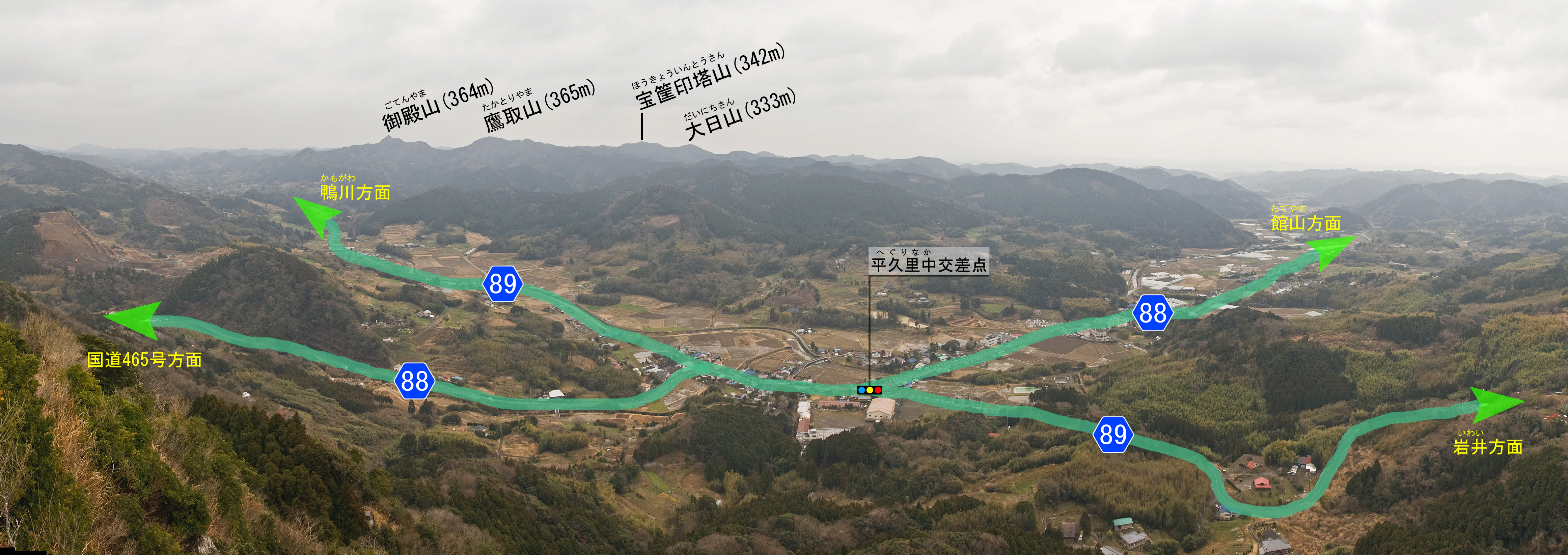
内房側の各地区と外房側の各地区を結ぶ山中を通過する道路 （伊予ヶ岳山頂より撮影 2010年2月）

### 隣接する自治体
- 館山市
- 鴨川市
- 安房郡：鋸南町

### 地区
富山地区（旧富山町）
- 旧岩井町 - 久枝、二部、検儀谷、市部、竹内、合戸、高崎、宮谷、小浦
- 旧平群村 - 吉沢、井野、川上、平久里中、荒川、山田、平塚、平久里下、犬掛

富浦地区（旧富浦町）
- 旧富浦町 - 富浦町南無谷、富浦町豊岡、富浦町原岡、富浦町多田良
- 旧八束村 - 富浦町青木、富浦町深名、富浦町丹生、富浦町宮本、富浦町大津、富浦町手取、富浦町居倉、富浦町福澤

三芳地区（旧三芳村）
- 旧滝田村 - 下堀、上堀、三坂、千代、下滝田、上滝田、増間
- 旧国府村 - 府中、本織、明石、谷向、川田、山下、大学口、海老敷
- 旧稲都村 - 池之内、中、御庄、山名

和田地区（旧和田町）
- 旧和田町 - 和田町花園、和田町柴、和田町仁我浦、和田町和田、和田町真浦
- 旧北三原村 - 和田町小川、和田町黒岩、和田町上三原、和田町小向、和田町布野、和田町磑森、和田町五十蔵
- 旧南三原村 - 和田町白渚、和田町下三原、和田町中三原、和田町海発、和田町松田、和田町沼

丸山地区（旧丸山町）
- 旧千歳村→千倉町 - 白子、峰、安馬谷、久保
- 旧豊田村 - 古川、岩糸、小戸、加茂、沓見、西原
- 旧丸村 - 丸本郷、前田、石神、珠師ケ谷、石堂、川谷、石堂原、宮下、御子神、大井、丸山平塚

千倉地区（旧千倉町）
- 旧千歳村 - 千倉町白子、千倉町川合、千倉町久保
- 旧健田村 - 千倉町瀬戸、千倉町牧田、千倉町宇田、千倉町川戸、千倉町大貫
- 旧千倉町 - 千倉町北朝夷、千倉町南朝夷、千倉町平舘、千倉町忽戸、千倉町川口
- 旧七浦村 - 千倉町平磯、千倉町千田、千倉町大川、千倉町白間津

白浜地区（旧白浜町）
- 旧白浜町 - 白浜町乙浜、白浜町白浜
- 旧長尾村 - 白浜町滝口、白浜町根本

## 歴史

### 沿革
本地域が位置する安房地域は718年（養老2年）に上総国から分かれ、明治初期まで安房国と呼ばれていた。国府は旧三芳村に置かれ、条里制の遺構も見られる。かつては多数の荘園があり、これらは中世末まで統治者の交代を繰り返した。
戦国時代に入り、15世紀中頃に里見氏が安房統一を果たし、戦国末期に館山城を築城し、安房国統治の拠点とした。江戸時代初期、里見氏は江戸幕府により1614年（慶長19年）に改易され、以降この地は旗本領、天領、小大名の領地として分割統治された。
近代に入り、1878年（明治11年）の郡区町編制法施行により郡制を施行し、1897年（明治30年）に「交通の便が相互にあり且つ民族風俗に大差がない」という理由から、安房郡、平郡、朝夷郡、長狭郡の4郡を合併して、昭和期の安房郡の前身となる「安房郡」が形成された。
2006年（平成18年）3月20日に安房郡富浦町、富山町、三芳村、白浜町、千倉町、丸山町、和田町が合併し、南房総市が発足した。

### 合併の経緯
2000年（平成12年）12月に、千葉県庁が発表した「合併推進要綱」では、安房地域の合併の枠組みは
1. 館山市・鴨川市・富浦町・富山町・鋸南町・三芳村・白浜町・千倉町・丸山町・和田町・天津小湊町
2. 館山市・富浦町・富山町・鋸南町・三芳村・白浜町・千倉町・丸山町・和田町
3. 鴨川市・和田町・天津小湊町

の3通りが示された。
これを受け、鴨川市、鋸南町、天津小湊町を含む安房郡市2市8町1村でまず合併の検討が始まり、2002年（平成14年）9月4日に任意合併協議会を設置した。しかし、合併の枠組みで議論が分かれ、安房地域全体での市町村統合を断念し、2003年（平成15年）1月に任意合併協議会は解散することとなった。
その後、上記 2.の枠組みである1市8町村で合併を検討することとなり、2003年1月に法定合併協議会準備会を設置し、法定合併協議会を設置して2003年4月23日に第1回の会議を開いた。
新市名は全国を対象とした一般公募を行い、「館山」が1位となったが、8町村が「南房総市」を主張して館山市側と対立し、2004年（平成16年）1月30日に賛成多数で「南房総」とした。
合併前に役場や小学校などの新築をするいわゆる「駆け込み公共事業」についても、2003年9月30日に館山市議会が駆け込み事業の抑制促す決議をするなど、同市以外の8町村が対立した。
2004年2月25日に館山市議会は合併協議会からの離脱を決議して、これを受け館山市の2委員が2月26日の協議会から退席して協議を事実上離脱し、2004年4月23日までに館山市以外の8町村が廃止決議を行い、2004年5月に合併協議会の廃止同意書交わし解散することになった。
館山市を除く8町村は間もなく8町村のみの合併を検討し始め、2004年5月31日に8町村による「検討会」を設置した。
和田町は、鴨川市と合併の是非を問う住民投票が行われることとなり検討会参加を保留し、2004年7月に行われた住民投票で反対多数となったことを受けて検討会に再び参加し、8月9日に8町村による法定合併協議会へ移行し、2004年8月16日に初会議を開催した。
鋸南町は、2004年9月に町長が8町村での合併に異議を唱えて合併協議から離脱を表明し、8町村の合併に前向きな町議会と対立して辞任した。2004年11月に行われた町長選は、富山町・富浦町・三芳村と合併推進を唱えた現職と、8町村合併を唱えた前町議会議長、館山市・富山町・富浦町・三芳村と合併を唱えた市民オンブズマン出身者の3者が競い、現職が当選して、鋸南町を含む8町村合併はなくなった。
鋸南町町長が、公約で合併相手に挙げた富山町・富浦町・三芳村はいずれも鋸南町を除いた7町村合併に賛同し、鋸南町は単独町制を継続することとなった。
2004年12月15日に、鋸南町を除く7町村は改めて法定合併協議会を設置し、2005年（平成16年）2月8日に合併協定に調印、7町村議会、千葉県議会の議決を経て、2005年5月12日に総務大臣が7町村による南房総市発足を官報で告示した。
この間白浜町で、館山市と合併を求める住民が署名3,131人を集め、館山市と合併を求める住民投票請求を2004年（平成16年）11月11日に提出して12月9日に同町当局に受理されたが、市は議会に付議しなかった。
- 合併に伴う住所表記、電話番号の変更

※郵便番号、電話番号は新市移行後も引き継ぐ。
- 富山町・三芳村・丸山町の場合、旧町村名から南房総市への表記変更のみ。昭和の大合併以後にできた歴史の浅い自治体名のため残さない。
  - 例「安房郡富山町○○ ××番地 → 南房総市○○ ××番地」
- 富浦町・白浜町・千倉町・和田町の場合、南房総市+旧町名併記。昭和の大合併以前にできた歴史ある自治体名のため残した。
  - 例「安房郡富浦町○○ ××番地 → 南房総市富浦町○○ ××番地」
- 番地表示は「××番地の×」の「の」は表示が必要無くなる。
  - 例「安房郡富浦町○○ ××番地の× → 南房総市富浦町○○ ××番地×」

## 人口
平成27年国勢調査より前回調査からの人口増減をみると、7.29%減の39,033人であり、増減率は千葉県下54市町村中45位、60行政区域中51位。

全域が過疎地域に指定されている。
| |                                          |  |
| 南房総市と全国の年齢別人口分布（2005年） | 南房総市の年齢・男女別人口分布（2005年） |  |
| ■紫色 ― 南房総市 ■緑色 ― 日本全国 | ■青色 ― 男性 ■赤色 ― 女性                |  |
| 南房総市（に相当する地域）の人口の推移 \| 1970年（昭和45年） \| 58,801人 \| \| \| 1975年（昭和50年） \| 57,323人 \| \| \| 1980年（昭和55年） \| 55,652人 \| \| \| 1985年（昭和60年） \| 53,748人 \| \| \| 1990年（平成2年） \| 51,228人 \| \| \| 1995年（平成7年） \| 48,945人 \| \| \| 2000年（平成12年） \| 47,154人 \| \| \| 2005年（平成17年） \| 44,763人 \| \| \| 2010年（平成22年） \| 42,104人 \| \| \| 2015年（平成27年） \| 39,033人 \| \| \| 2020年（令和2年） \| 35,831人 \| \| |                                          |  |
| 総務省統計局 国勢調査より |                                          |  |
| 1970年（昭和45年） | 58,801人                                 |  |
| 1975年（昭和50年） | 57,323人                                 |  |
| 1980年（昭和55年） | 55,652人                                 |  |
| 1985年（昭和60年） | 53,748人                                 |  |
| 1990年（平成2年） | 51,228人                                 |  |
| 1995年（平成7年） | 48,945人                                 |  |
| 2000年（平成12年） | 47,154人                                 |  |
| 2005年（平成17年） | 44,763人                                 |  |
| 2010年（平成22年） | 42,104人                                 |  |
| 2015年（平成27年） | 39,033人                                 |  |
| 2020年（令和2年） | 35,831人                                 |  |

## 行政

### 市長
- 石井裕（2006年4月23日就任[50]、5期目）

### 立法

#### 県政
- 千葉県議会 - 選挙区：南房総市・安房郡選挙区、定数：1名

#### 国政
- 衆議院 - 選挙区：全域が千葉県第12区に属する。
- 参議院 - 選挙区：千葉県選挙区に属する。

## 経済

### 漁業

#### 白浜の海女
旧・白浜町で海女の素もぐりによるアワビやテングサなどの漁が著名である。海女の大半が農業との兼業で活躍している。5月1日から9月10日の解禁日は海に潜り、1989年（平成元年）は4月22日にアワビ漁が解禁された、アワビや天草などを採っている。
7月に海の安全と豊漁を祈願する「白浜海女まつり」が行われ、松明を持つ海女の夜泳。花火大会、子供たちのまつりばやし、白浜音頭の総踊りなどが行われている。その中で海女の恰好に扮して海女らしさで競う海女コンテストがあり、現役の海女だけでなく地元の女性や一般観光客も飛び入り参加できるイベントでもある。

#### アワビ養殖
- 旧・千倉町にある千葉県水産試験場は、1990年（平成2年）に千倉沖にコンクリートブロックを沈めて漁礁を作り[68]、鮑の稚貝を大量集中放流することで海中牧場化する養殖に着手し[69]、1992年（平成4年）に収穫して育てる漁業への転換を図り[70]、2001年（平成13年）に、房州ちくら漁業協同組合がアワビ養殖に正式に着手した[71]。
- 旧・白浜町でもアワビの漁獲量の減少が進んだことから[72]、千葉県水産部が当地でアワビの一環養殖の研究に全国で初めて着手し[73]、岩磯の増殖溝で波の力を利用したアワビ増殖や[74]、千葉県がアワビやヒラメなどの稚魚・稚貝の養殖を手掛ける施設を、1995年（平成7年）6月に完成させるなど、養殖漁業への転換を図っている[75][76]。

#### 海藻類
- 旧・白浜町でハバノリ[77]・ヒジキなどの漁も行われている[78]。
- 旧・富浦町の館山湾・富浦湾でワカメ漁が毎年3月に解禁される[79][80]。

#### 沿岸捕鯨
旧・和田町に国内4カ所の一つで関東では唯一の捕鯨基地があり、沿岸捕鯨でツチクジラとゴンドウクジラの漁を行っている。

#### 漁港

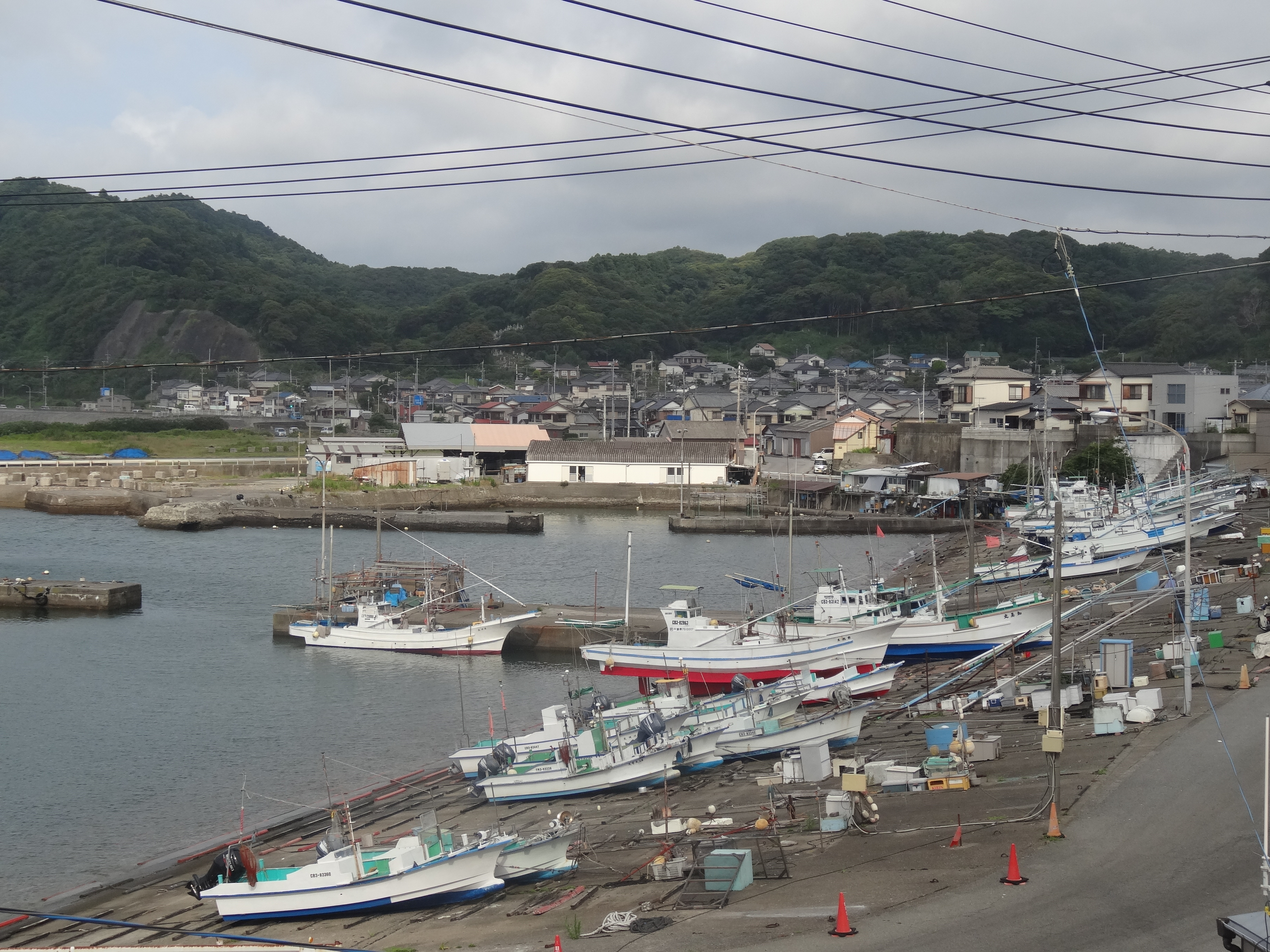
千倉漁港
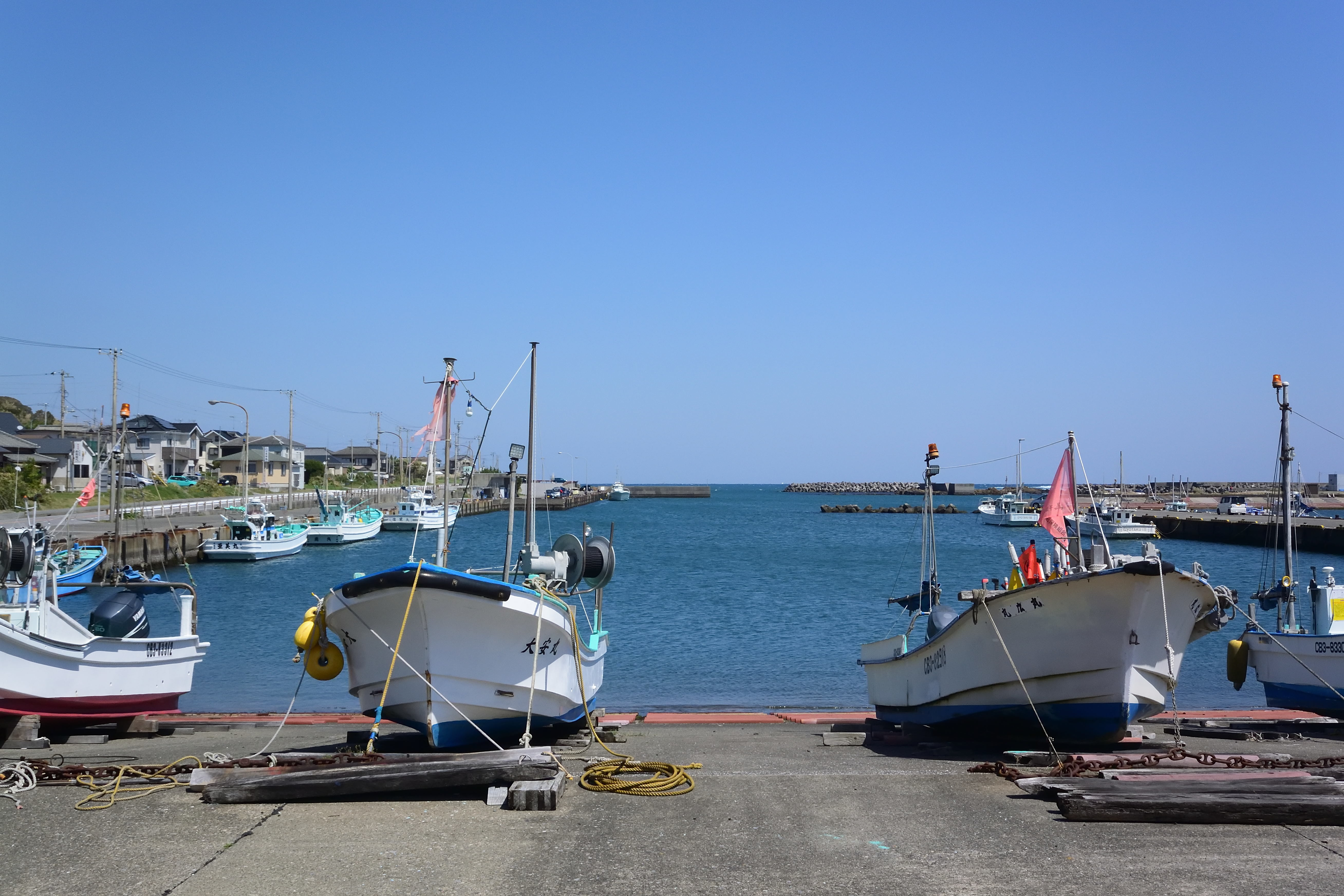
乙浜漁港

- 第3種漁港
  - 千倉漁港（ちくら - ）
- 第2種漁港
  - 和田漁港（わだ - ）- 捕鯨基地
- 第1種漁港

| - 白子漁港（しらこ - ） - 忽戸漁港（こっと - ） - 川口漁港（かわぐち - ） - 平磯漁港（ひらいそ - ） - 七浦漁港（ななうら - ） - 白間津漁港（しらまづ - ） - 大川漁港（おおかわ - ） - 名倉漁港（なぐら - ） | - 野島漁港（のじま - ） - 川下漁港（かわしも - ） - 白浜西部漁港（しらはませいぶ - ） - 多田良漁港（ただら - ） - 富浦漁港（とみうら - ） - 南無谷漁港（なむや - ） - 小浦漁港（こうら - ） - 高崎漁港（たかさき - ） |

- 第4種漁港
  - 乙浜漁港（おとはま - ）

- 千倉漁港
- 乙浜漁港

### 農業

#### 果樹栽培
- ビワ - 房州ビワの産地で[84]、旧・富浦町が生産日本一であり[85][86][87]、当市も生産日本一となっている[3]。収穫期は富山・富浦地区の国道127号沿いに直売所が開設され[88]、風物詩となっている[89]。ビワ狩りも人気となっている[90]。
- 温州みかん - 旧・富山町と[91]旧・三芳村で盛んである[92][93]。観光みかん園もある[94]。

#### 花卉栽培
花卉栽培の先駆者で千葉県特産功労者の間宮七郎平がいたことも関係し、温暖な気候を生かした斜面のビニールハウス内での温室栽培などが盛んに行われている。
- アイリス - 旧・富浦町が生産日本一[1]。
- キンセンカ - 旧・白浜町が2002年（平成14年）に全国シェア40%で日本一の産地となっており[2]、露地栽培され[97]、正月用などに出荷される[98]。キンセンカは食用花として給食や[99]ケーキ作りにも使われる[100]。
- カーネーション - 旧・富浦町のカーネーション団地などで生産[101][102]。* 水仙 - 旧・富山町で盛んである[103][104][105]。

#### 牧畜
- 和牛 - 旧・富山町が千葉県内一の生産であった[106]。
- 酪農 - 旧・丸山町の一角に千葉県史跡に指定されている「日本酪農発祥の地」の「千葉県嶺岡乳牛試験場」があり[4]、旧・富山町で盛んである[107]。

## 姉妹都市・提携都市
「姉妹都市」としては国外1市。国内では「交流市町村」として、9つの自治体・行政区を挙げている。

### 日本国内
- 安中市（群馬県）[110]
  - 友好都市[111]である。安中出身で晩年を和田町花園で過ごした江戸時代の僧侶・向西坊の縁[112][113]。向西坊は俗名を元助といい、赤穂浪士の一人片岡高房に家僕として仕えていたが、主人らの死後に出家し、諸国を行脚して菩提を弔った[112][113]。晩年を花園の長香寺で過ごし、地元では火難除けの霊者として尊崇されている[112][113]。両地の史跡保存会が昭和39年より合同供養祭を行い交流している[112]。
- 渋川市（群馬県）[110]
  - 旧白浜町が旧子持村と姉妹都市であった。
- 習志野市（千葉県）[110]
  - 旧丸山町に、習志野市営の国民宿舎「しおさい」があった縁[114]（現在は民間宿泊施設「ローズマリーしおさい」となっている）。
- 武蔵野市（東京都）[110]
  - 友好都市[115]。昭和64年に旧白浜町が武蔵野市と友好関係を締結[116][115]。武蔵野市の友好都市による「武蔵野市交流市町村協議会」に参加している[116]。
- 川崎市多摩区（神奈川県）[110]
  - 友好都市[117]。1994年より旧千倉町と交流[118]。
- 魚沼市（新潟県）[110]
  - 旧富浦町が旧湯之谷村と交流。昭和47年より富浦中学校と湯之谷中学校の交歓会が行われ[119]、相互にスキーと海水浴を愉しんだが、生徒数減少や町村合併などを背景として平成19年度が最後となった[119][120][121]。
- 飯豊町（山形県）[110]
  - 友好都市[122]。1974年（昭和49年）より飯豊町立第一小学校と七浦小学校の児童の相互訪問が行われている[123]。
- 甲州市（山梨県）[110]
  - 友好都市[122]。旧勝沼町と旧和田町が交流関係にあった[124]。
- 富士吉田市（山梨県）[110]
  - 旧丸山町と姉妹友好都市[125]。

### 日本国外
姉妹都市提携
- ファーンデイル市（英語版）（アメリカ合衆国ワシントン州）[108][109][126] - 1991年（平成3年）10月18日に旧三芳村と姉妹都市提携[109]
  - 1990年（平成2年）、三芳村で村おこしイベントとして「ジャンボ・パンプキン・コンテスト」を開催したが[109]、この際にアメリカから輸入したかぼちゃの種の縁となり、村民がファーンデイル市の「かぼちゃコンテスト」を視察、歓迎を受けた[109]。1991年（平成3年）5月、隣接するベリンハム市（館山市の姉妹都市）の行事に参加した村民がファーンデイルを訪問したことから、姉妹都市提携に向けての話が動いた[109]。

その他の交流
- ブランケンベルグ市（ベルギー）[127]。
  - 1995年2月18日、両地のウォーキングイベントである「南房総フラワーマーチ」（当時の千倉町）と「ベルギーツーデーマーチ」（ブランケンベルグ市）が姉妹大会として提携[127][128]。両大会への相互参加・招待のほか[127]、南房総市教育委員会で中学生のホームステイ交流などを行っている[127][128]。交流20周年を迎えた2015年3月に、さらなる交流を続けるためとして南房総市とブランケンベルグ市の間で協定書が交わされた[128]。

## 地域

### 教育

#### 高等学校

千葉県立安房拓心高等学校

- 千葉県立安房拓心高等学校

#### 中学校
市立
- 富浦中学校
- 富山中学校
- 三芳中学校
- 白浜中学校- 2024年（令和6年）3月に閉校
- 千倉中学校
- 嶺南中学校 - 2014年（平成26年）4月に開校[129]。

#### 小学校
市立
- 富浦小学校
- 富山小学校
- 三芳小学校

- 白浜小学校
- 千倉小学校
- 嶺南小学校 - 2019年（平成31年）4月に開校。

#### その他

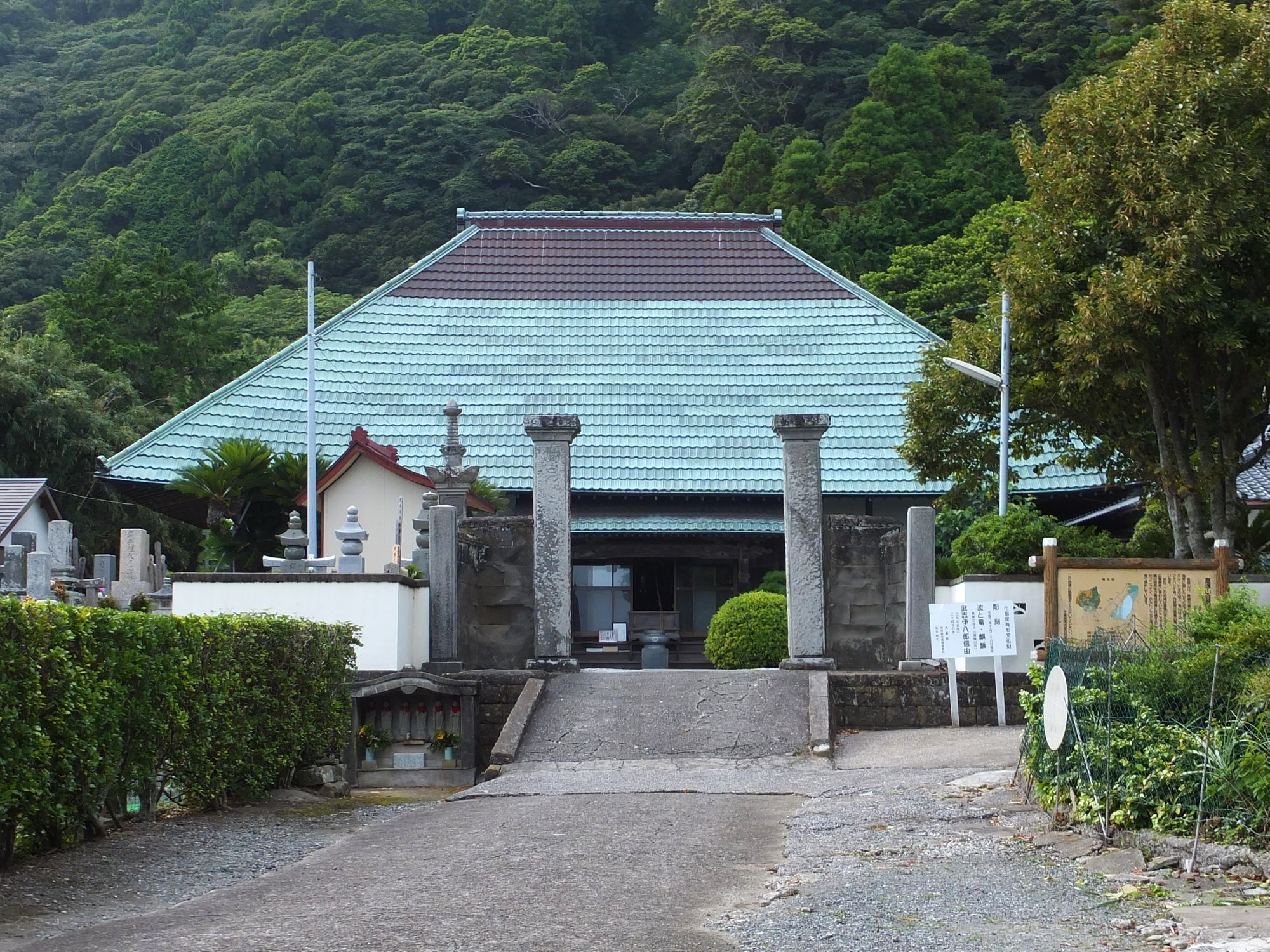
大聖院（高塚不動尊）
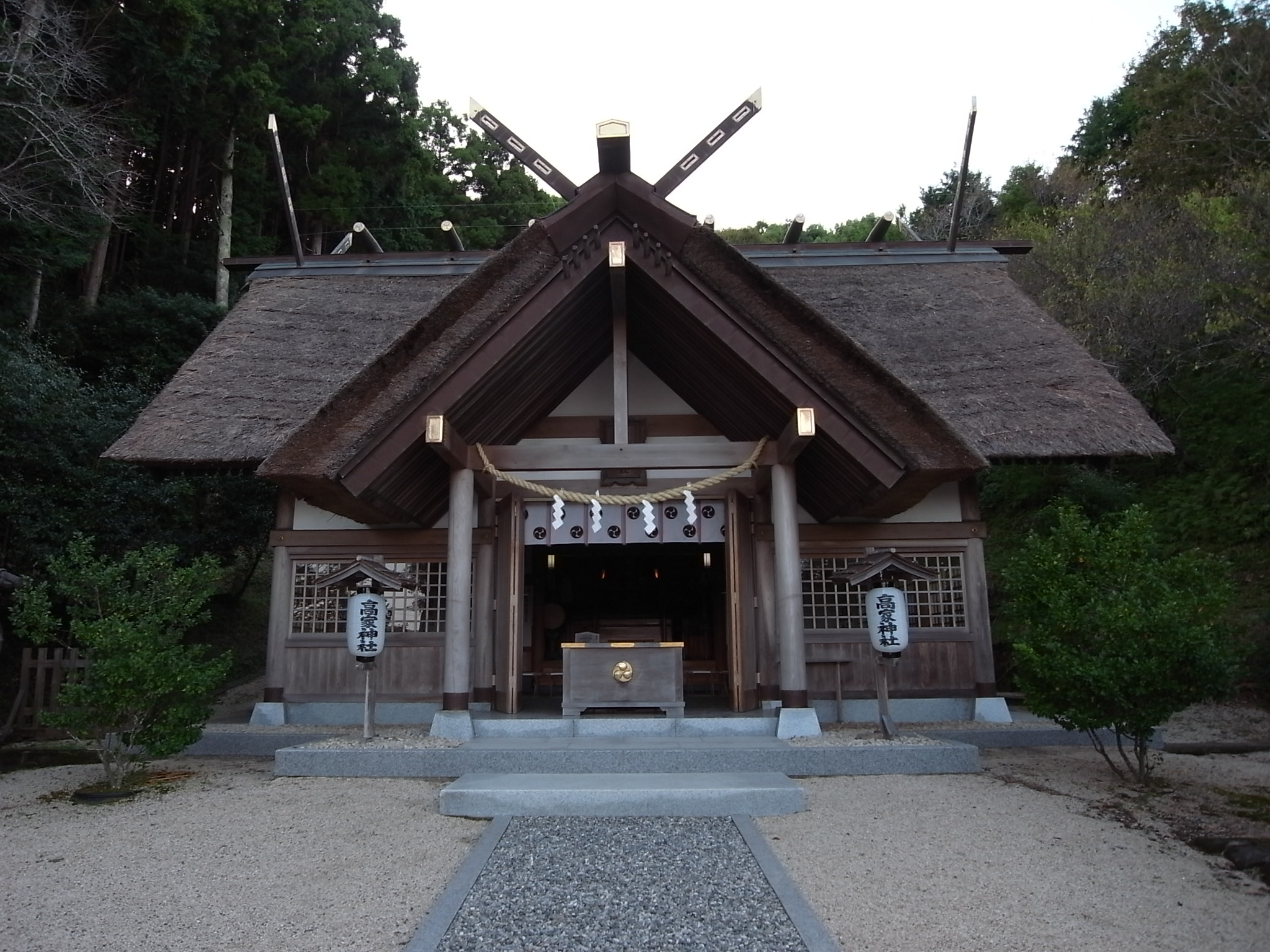
高家神社
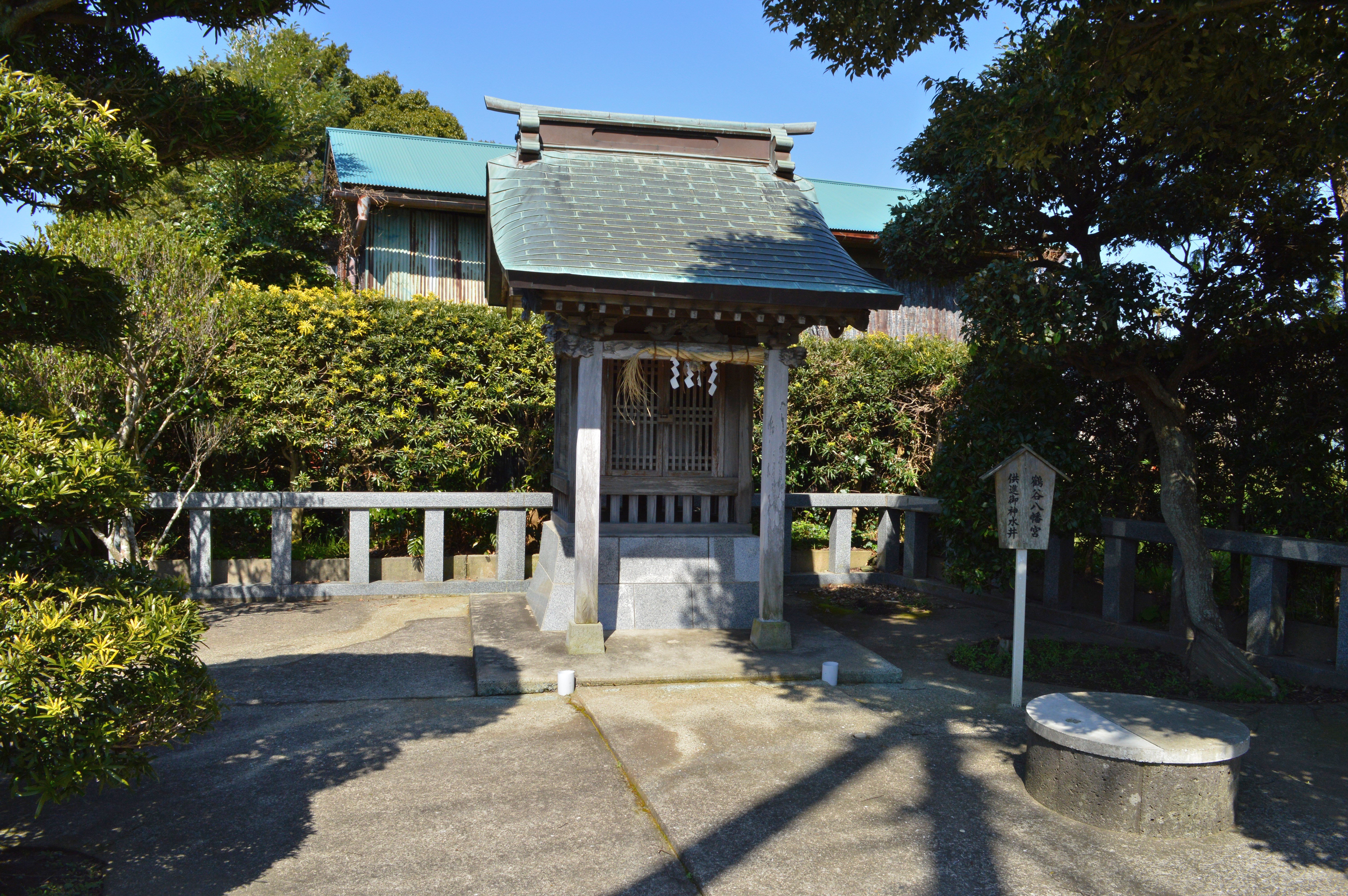
元八幡神社
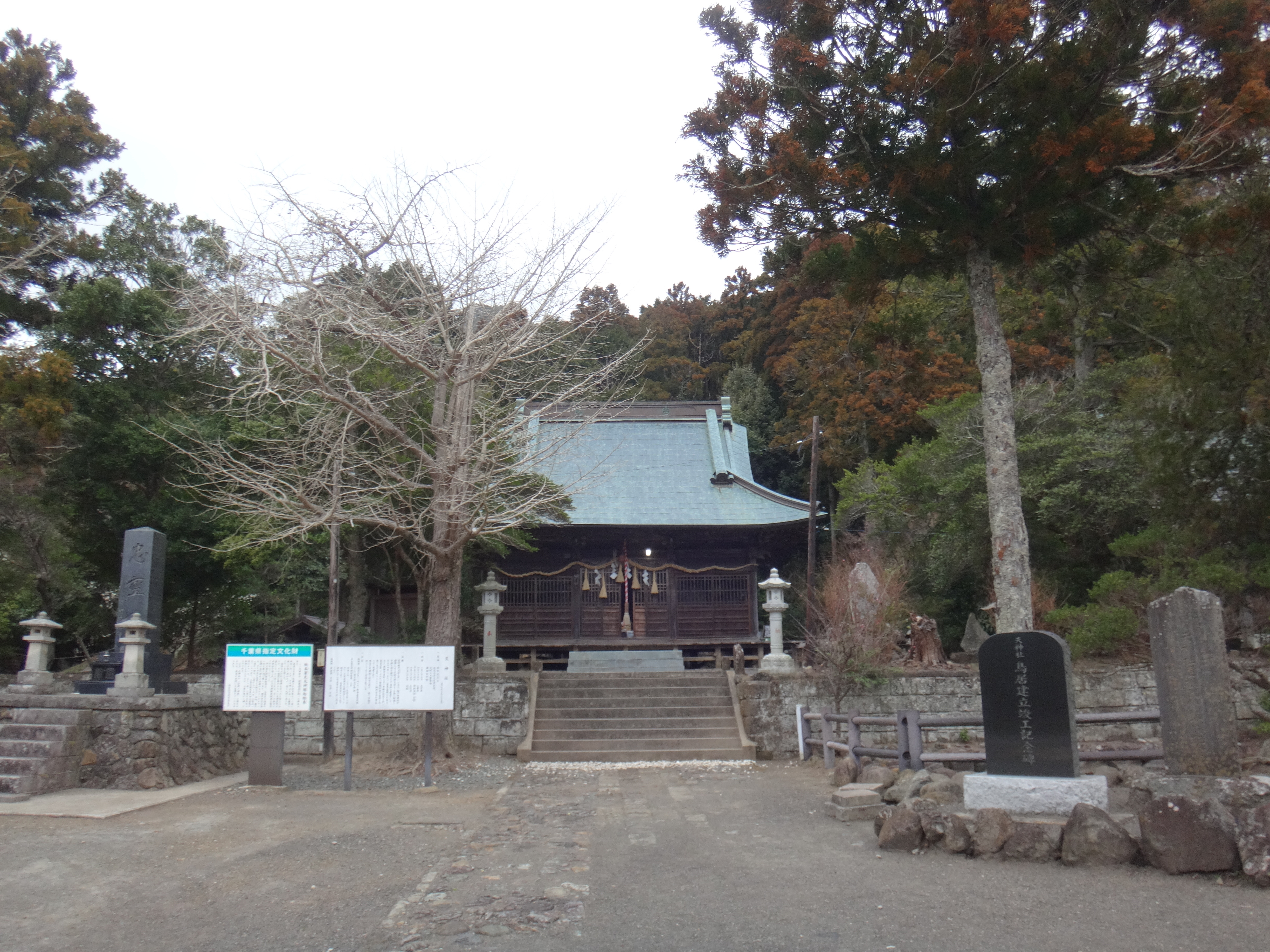
平群天神社
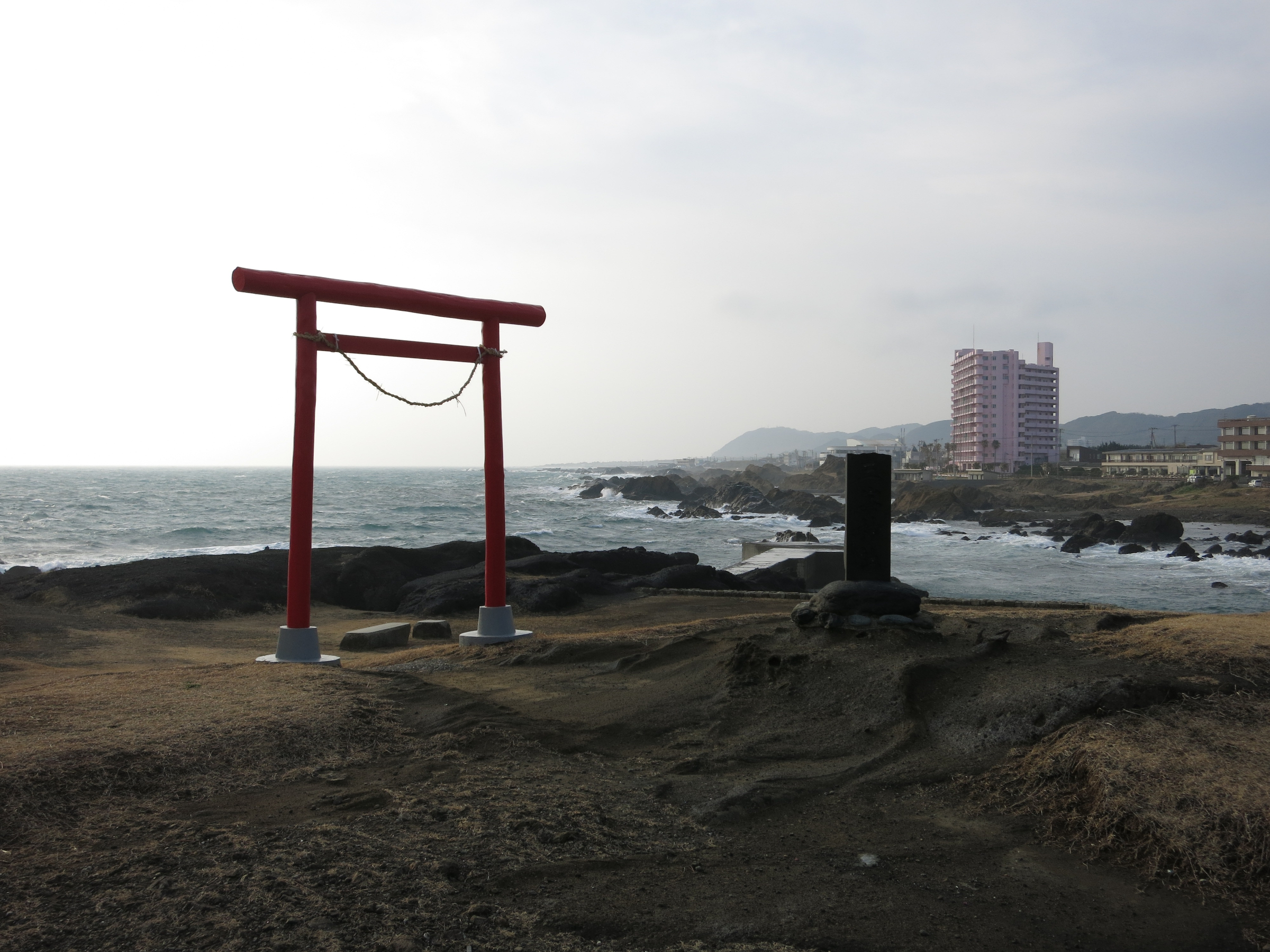
三峯神社の赤鳥居（野嶋崎）
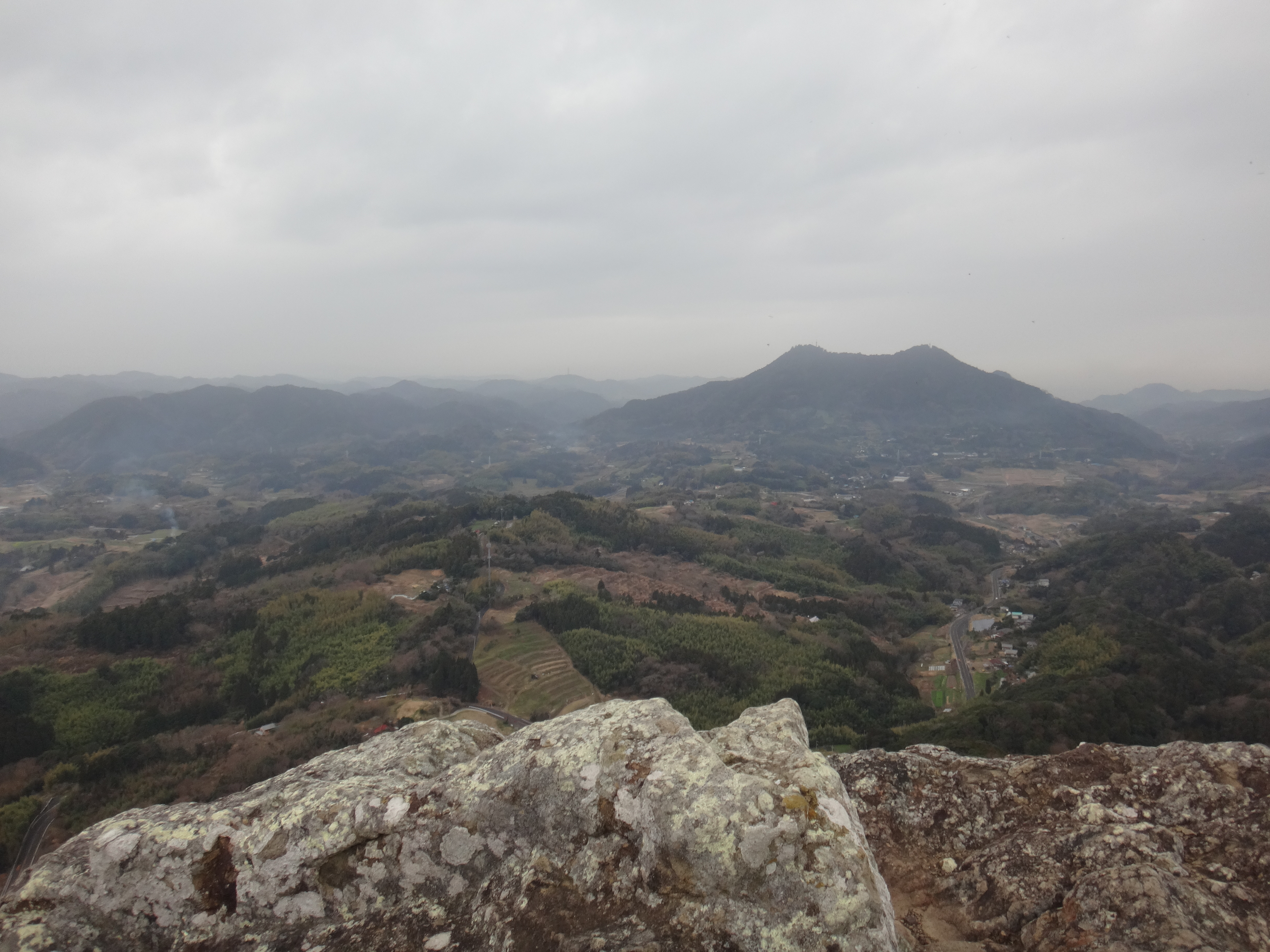
伊予ヶ岳山頂から富山を望む

- 国立 筑波大学附属中学校（東京都文京区）富浦寮
- 練馬区立少年自然の家 - 教育施設として開設されたが、一般の利用者にも開放したため、地元民宿業者等から批判された[130]。
- 文京区立岩井学園
- 北区立岩井学園
- 渋谷区立臨海学園
- 渋谷区立富山健康学園
- 千葉県立富浦学園

### 公共施設

#### 医療施設
- 南房総市立富山国保病院
- 三芳病院

#### 運動施設
- 南房総市千倉運動施設
- 富山スポーツセンター

#### 文化施設
- 南房総市立千倉図書館 - 1999年（平成11年）7月22日に千倉町立図書館として開館[131]。（法務局出張所を改修[132]）
- 南房総市立富山民俗資料館 - 1994年（平成6年）1月26日に富山町民俗資料館として開館[133]。
- 白浜フローラルホール - 1995年（平成7年）11月に完成[134][135]。

## 交通

### 鉄道路線
- JR東日本：■ 内房線 : 岩井駅 - 富浦駅 - （館山市） - 千倉駅 - 千歳駅 - 南三原駅 - 和田浦駅

### バス路線

安房白浜駅（バスターミナル）

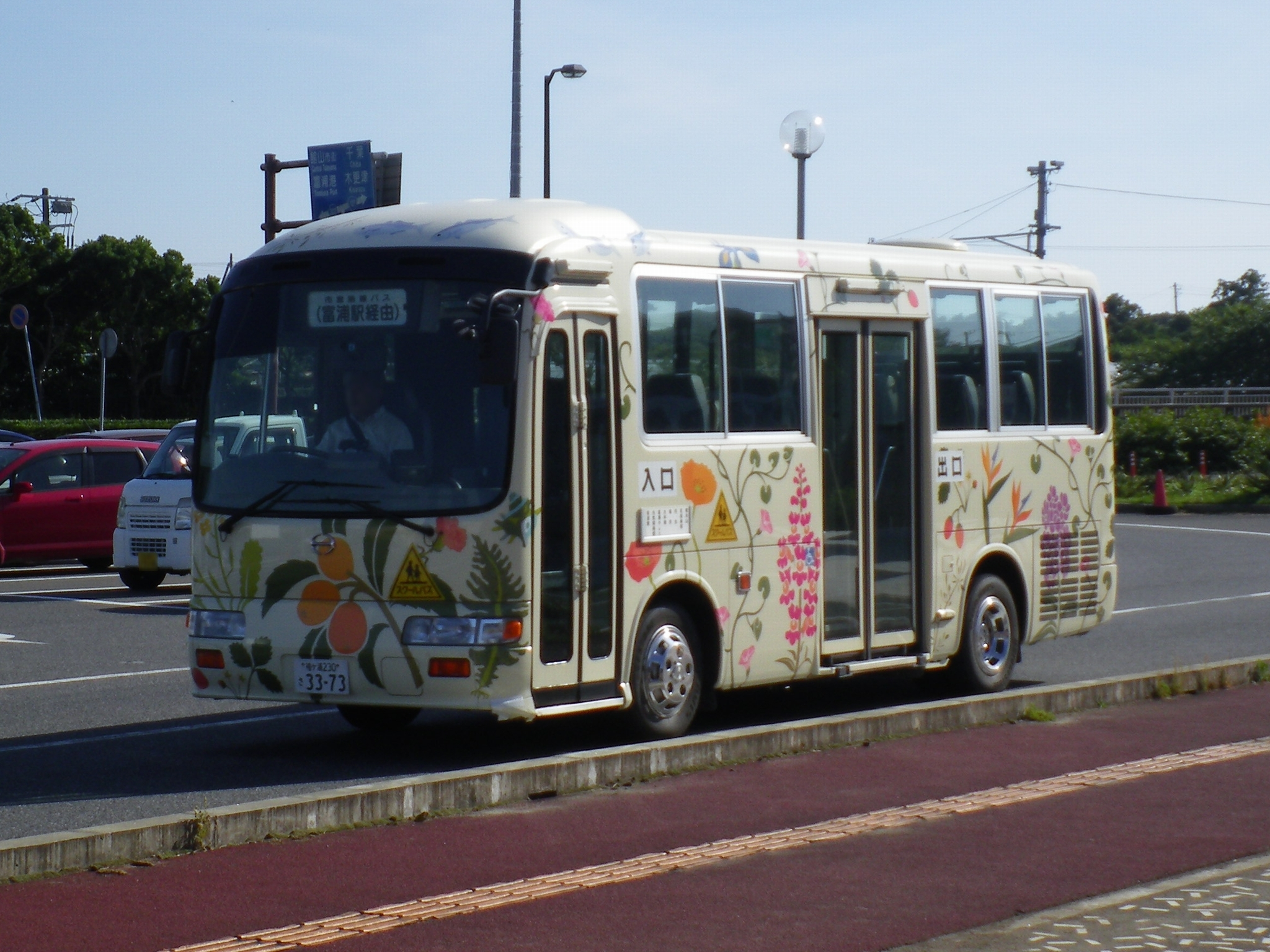
南房総市営バス「富浦ルート」の車両

- 中心となるバスターミナル：安房白浜駅 - 構内は高速バス利用者用の駐車場が整備され、白浜地区のパークアンドライドの結節点として機能する。

#### 高速バス
- 東京ルート「房総なのはな号」（日東交通・JRバス関東）[136]。
  - 安房白浜駅 - 白浜郵便局前 - 潮風王国 - 朝夷商工会 - 千倉駅前 - とみうら枇杷倶楽部 - ハイウェイオアシス富楽里 ⇔ 東京駅（東京湾アクアライン経由）
- 新宿ルート「新宿なのはな号」（日東交通・JRバス関東）
  - とみうら枇杷倶楽部 - ハイウェイオアシス富楽里 ⇔ バスタ新宿（新宿駅）（東京湾アクアライン経由）
- 千葉ルート「南総里見号」（日東交通・京成バス千葉イースト）
  - 安房白浜駅 - 白浜郵便局前 - 潮風王国 - 朝夷商工会 - 千倉駅前 - とみうら枇杷倶楽部 - ハイウェイオアシス富楽里 ⇔ 木更津羽鳥野BS ⇔ 千葉駅 - 千葉みなと駅（館山自動車道経由）
    - 木更津羽鳥野BSで東京駅・東雲車庫行、羽田空港行高速バスに乗り換えができる。
- 羽田空港・横浜ルート（日東交通・京浜急行バス）
  - 館山 - とみうら枇杷倶楽部 - ハイウェイオアシス富楽里 - 君津バスターミナル ⇔ 羽田空港第1ターミナル - 羽田空港第2ターミナル - 横浜駅東口BT（東京湾アクアライン経由）

#### 一般路線バス
- 日東交通（旧：館山日東バス）
- JRバス関東

#### コミュニティバス
- 南房総市営バス
- 丸山地区予約制乗合送迎サービス「チョイソコまるやま」

### 道路
有料道路
- 富津館山道路 富浦インターチェンジ - 隣接する鋸南町に鋸南富山インターチェンジが設置されている。

一般国道
- 国道127号 - 2014年（平成26年）9月に拡幅工事が完了[137]。
- 国道128号
- 国道410号

主要地方道
- 千葉県道86号館山白浜線
- 千葉県道88号富津館山線
- 千葉県道89号鴨川富山線
- 房総フラワーライン（複数の県道・国道が混じっている道路の通称）

#### 道の駅
市内に8か所あり、一つの自治体の道の駅数は岐阜県高山市と同じく全国第1位。密度は全国第1位。
- 道の駅とみうら - 1993年（平成5年）4月22日に登録[138]。1993年（平成5年）11月27日に開業[139][140]。
- 道の駅三芳村 - 2000年（平成12年）2月2日に開業[141]。
- 道の駅ローズマリー公園 - 1991年（平成3年）9月22日開園[142]。イギリスの劇作家シェイクスピアの生家が再現され[143][144]、1997年（平成9年）4月23日に「シェイクスピア・カントリー・パーク」が開園した[145]。1998年（平成10年）4月17日に建設省に登録して「道の駅」の1つとなった[146]。1996年（平成8年）度に「手づくり郷土賞」を受賞した[147]。
- 道の駅ちくら・潮風王国 - 1997年（平成9年）7月16日開業[148]。
- 道の駅富楽里とみやま - 2003年（平成15年）4月25日に完成[149]。
- 道の駅おおつの里 - 2003年（平成15年）8月に建設省に登録して「道の駅」の1つとなった[150]。
- 道の駅白浜野島崎 - 2005年（平成17年）8月10日に登録[151]。
- 道の駅和田浦WA・O! - 2012年（平成24年）11月7日に開業[8]。

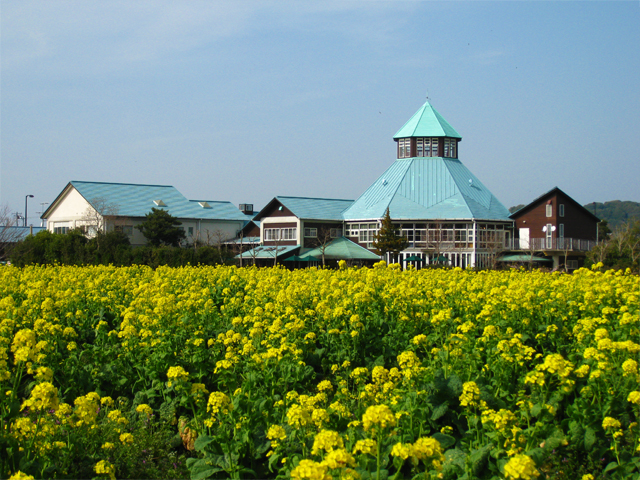
道の駅とみうら（枇杷倶楽部）
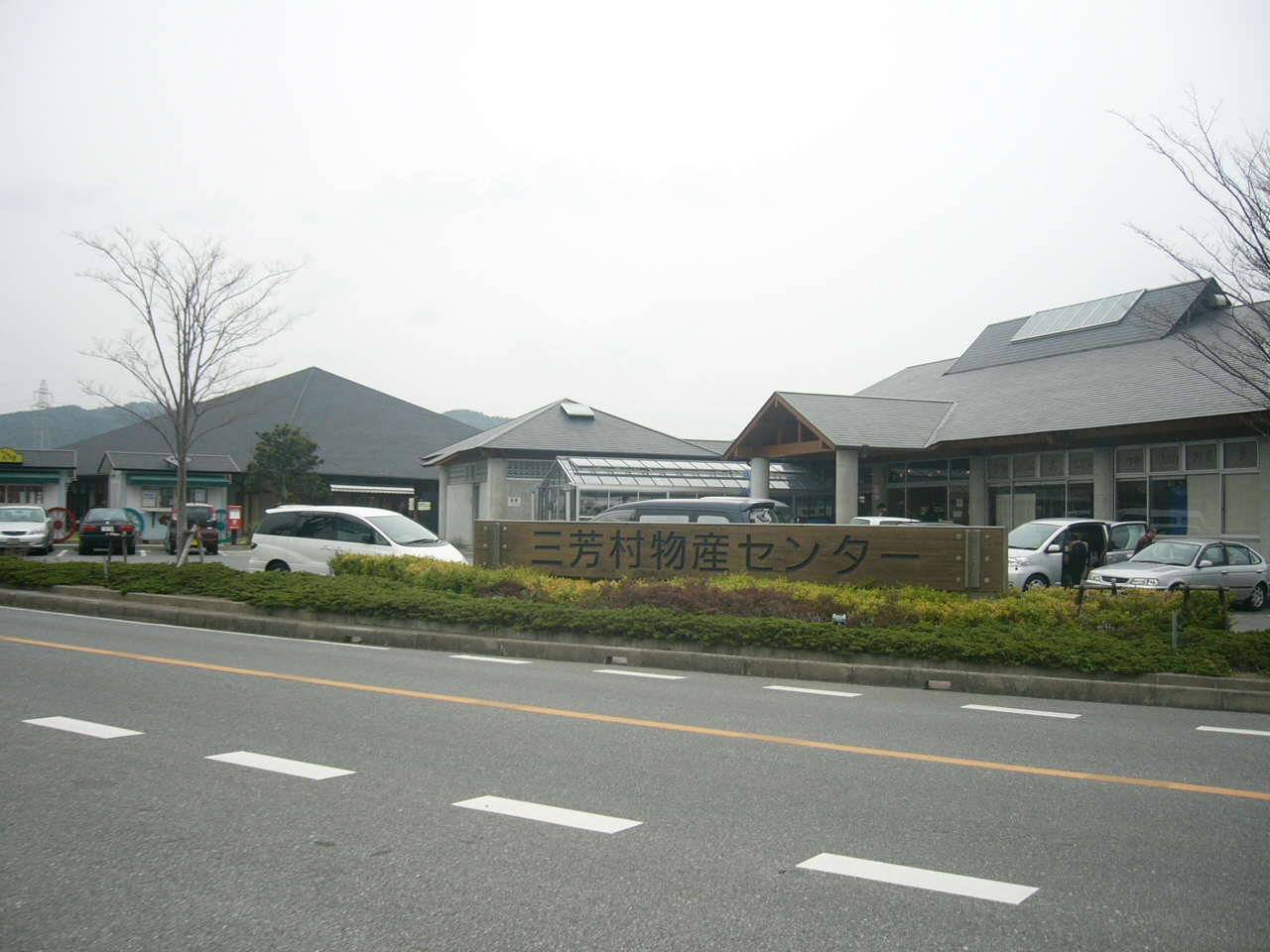
道の駅三芳村
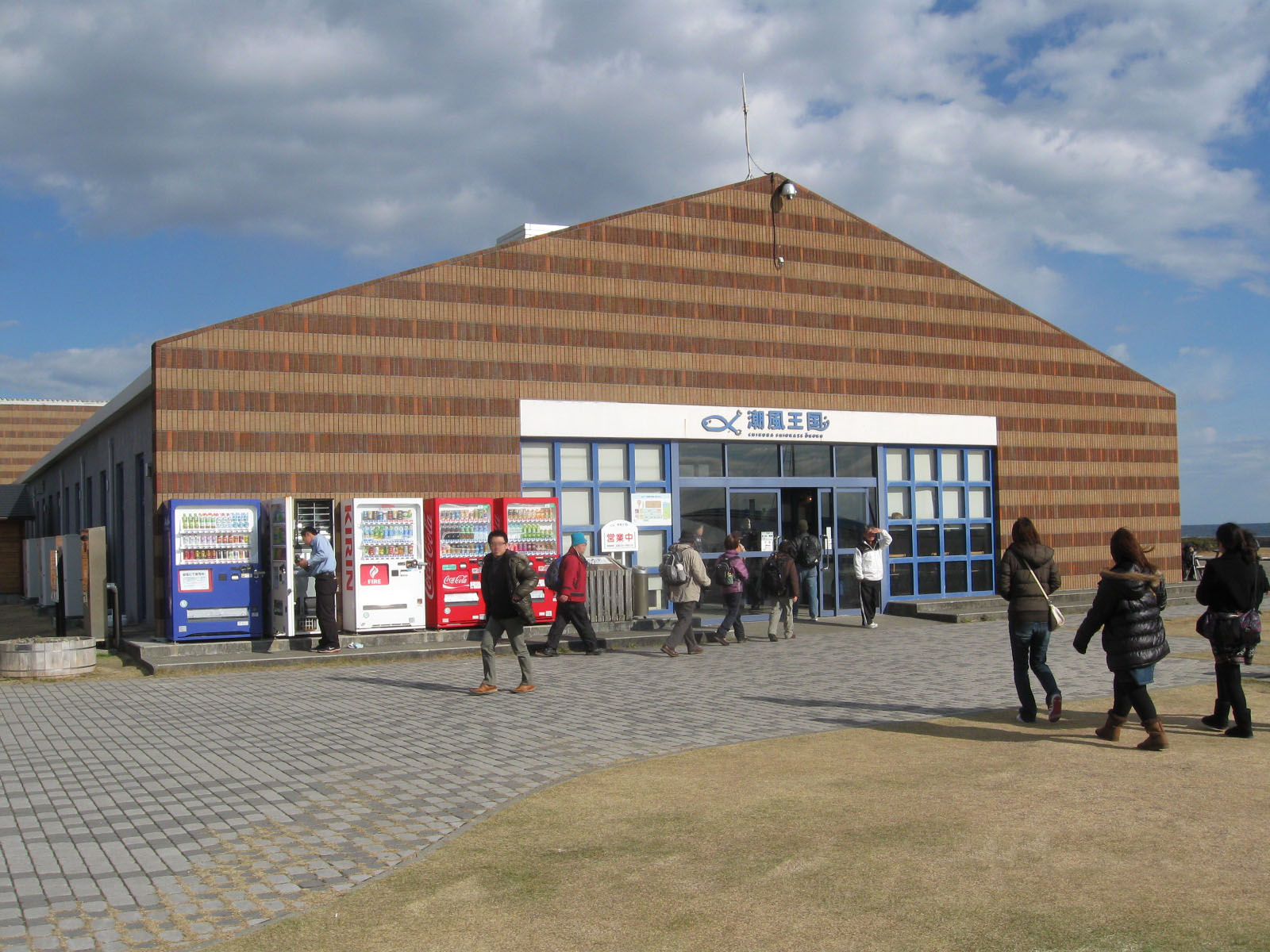
道の駅ちくら・潮風王国
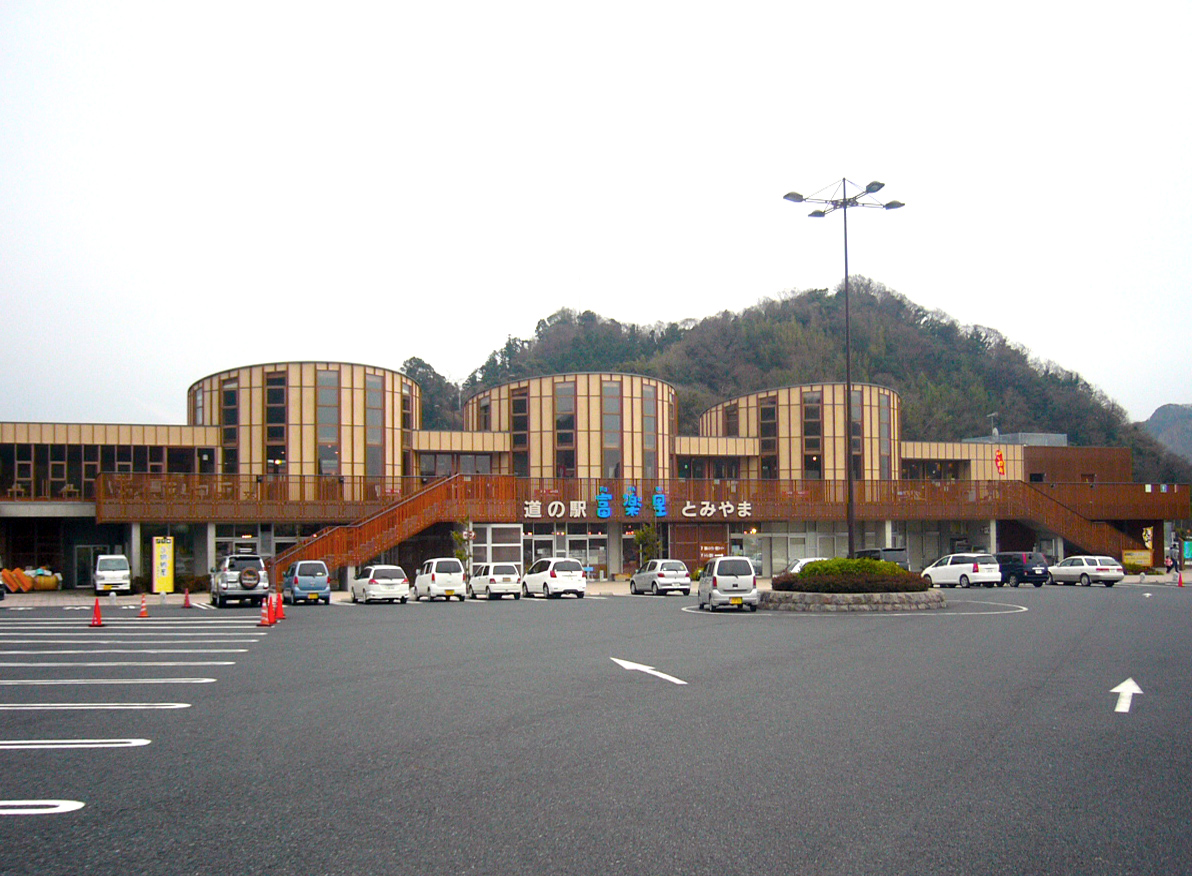
道の駅富楽里とみやま
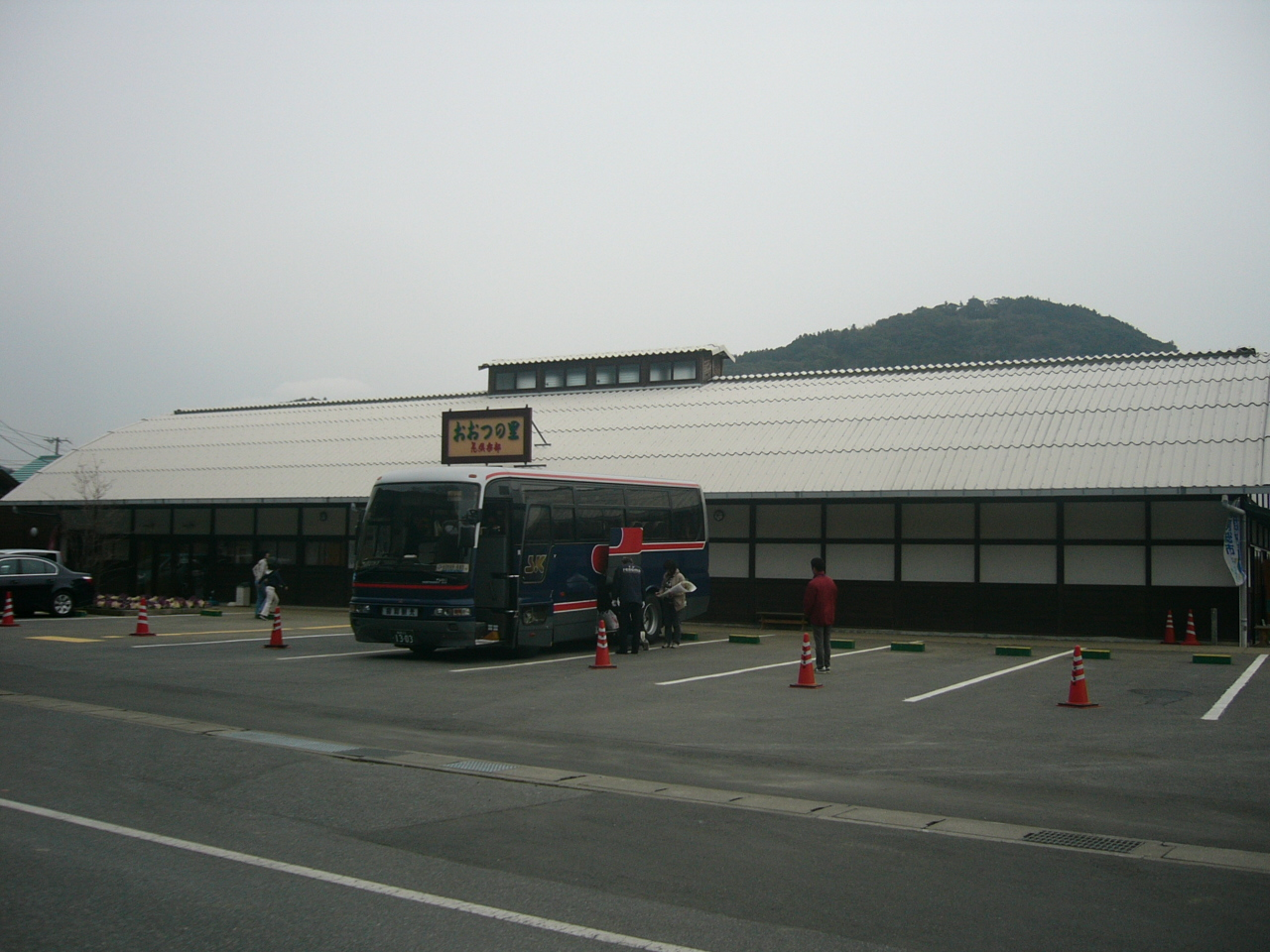
道の駅おおつの里
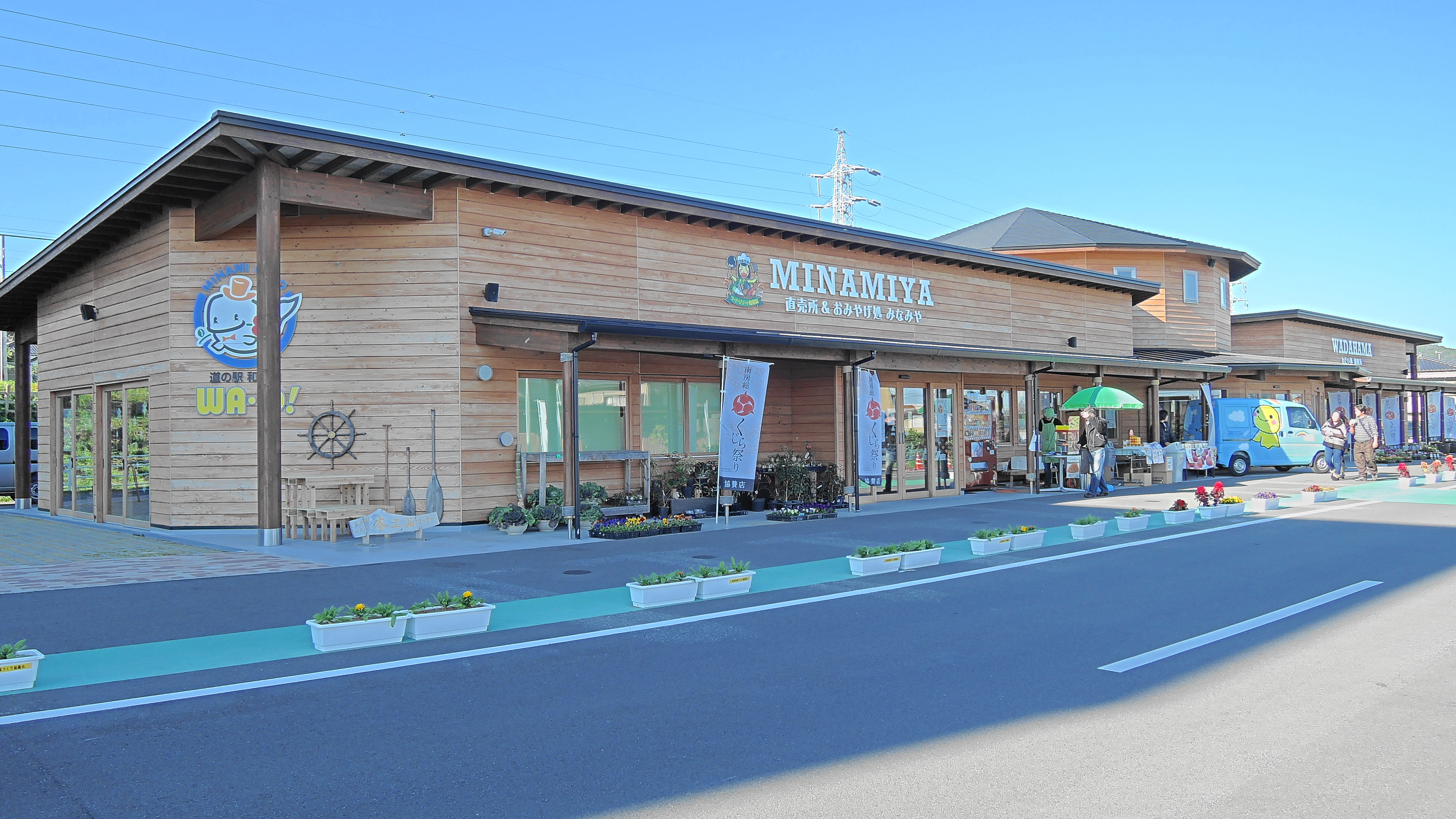
道の駅和田浦WA・O!

## 名所・旧跡・観光スポット・祭事・催事

### 名所・旧跡

#### 寺社
- 石堂寺（天台宗） - 1992年（平成4年）に重要文化財に指定された多宝塔がある[152]。木造十一面観音立像（重要文化財）[153]、足利頼氏坐像、[154]聖徳太子像[155]、戦に敗れた足利氏の末裔が隠れ住んだことを記した「足利文書」などを所蔵している[156]。
- 大聖院（高塚不動尊） - 海上安全や大漁の守護神とされる海の生活と結びついて信仰されている[157]。関東三十六不動霊場の第33番。
- 真野寺（真野大黒）
- 釈迦寺 - 千葉県内初のポックリ観音があり[158]、ボケ封じの観音様とも呼ばれて高齢者の参拝者を集めた[159]。
- 金気神社 - 風の神様が祭られており、例大祭などでは健康祈願が行われている[160]。
- 高家神社 - 磐鹿六雁命を祭神としており[161]、国内唯一の「日本料理の神様」として知られると共に[162]、「魚の神様」とも云われて海とのつながりを持ち[163]、古式に則った「包丁式」が奉納される[164][165][166][167][168][169]。
- 莫越山神社 - 酒造免許を所持して「神饌酒（お神酒）」造りを行っている[170][171]。
- 平群天神社 - 天正14年（1586年）里見義頼の命で本殿が改築され、更に文化5年（1808年）神照寺法印宥弘により再建された。
- 元八幡神社 - 元宮といわれ、一帯に安房国府も推定される（詳細は鶴谷八幡宮も参照）。
- 三峯神社 - 野島崎にある三峯山と称される場所に位置する。

#### 遺跡
- 安房国国府跡 - 古くは安房国の国府が置かれた[172]。
- 桜花発射台跡 - 発射台のレール跡と発射台跡（滑走路）が残る[173]。
- 恩田原遺跡 - 1997年（平成9年）1月19日に水田から古代印「王泉私印」が出土した[174]。恩田原古墳群がある[175]。
- 長尾藩陣屋跡 - 2000年（平成12年）10月に発掘調査で遺構を確認[176]。
- 仮家塚遣跡 - 弥生時代の円形周溝墓や[177]7基の方形周溝墓が発見された[178]

#### 南総里見八犬伝ゆかりの地
- 滝田城跡 - 南総里見八犬伝の舞台となった里見城の本城「滝田城」の遺跡[179]。
- 富山 - 南総里見八犬伝の舞台で2つの山頂を持つ[180]。

#### その他
- めがね橋（千葉県指定有形文化財、1989年3月10日指定） - 県文化財指定きっかけに[181]、修復を行い1994年（平成6年）4月に修復を完了し[182][183][184]合わせて周辺を整備して公園化することになった[184]。
- 谷口横穴群[185]。
- 浜千鳥の歌碑 - 和田浦付近の防風林の一角にある[186]。
- 小野次郎右衛門忠明生誕の地公園 - 小野派一刀流の流祖・「小野次郎右衛門」の生誕地に[187]、1989年（平成元年）4月14日に開園した[188][189]。
- 白浜音頭発祥の地公園 - 2001年（平成13年）9月29日に除幕[190]。
- いちご農園（いちごLABO）

- 大聖院（高塚不動尊）
- 高家神社
- 元八幡神社
- 平群天神社
- 三峯神社の赤鳥居（野嶋崎）
- 伊予ヶ岳山頂から富山を望む

### 観光スポット

#### 自然
- 野島崎
  - 野島埼灯台 - 南端に[191]1869年（明治2年）に設置[192]。1998年（平成10年）2月15日に灯台資料展示室「きらりん館」が開館[193]。2000年（平成12年）11月から休館して耐震補強工事を行い[194]、2001年（平成13年）4月1日に新装開館した[195]。
- 大房岬 - 房総の魅力500選[196]。岬付近では崖地で地層やがけ地固有の植物が観察可能である[197]。1995年（平成7年）4月24日に展望塔が完成し[198]、8月に自然公園大会が開催された[199]。
  - 千葉県立大房岬少年自然の家 - 1980年（昭和55年）1月に開設[200]。
- 高塚山 - 房総半島としては最も南側となる自然林がある[201]。
- 伊予ヶ岳
- 花嫁街道（烏場山、黒滝） - マテバシイの純林も広がる烏場山を通り[202]、南房総地区の山地や海が一望出来る風光明媚な道で[203]、「エコウオーク100選」の一つに選ばれている[204]。新日本百名山。
- 花園広場
- 菅田の滝
- 坊滝 - 増間ダムの上流にある滝[205]。
- 雀島 - 法華崎の先、山頂部に僅かな茂みを残す2つの島。島は東京湾の中で唯一のクロサギ（白色形もある）の繁殖地[206]。

#### 海水浴場
- 和田浦海水浴場（花園海水浴場） - 太平洋（外房）側に面する海水浴場。1998年（平成10年）に「日本の水浴場55選」[207]、2001年（平成13年）に「日本の水浴場88選」に選出された[208]。快水浴場百選。

その他海水浴場一覧
| - 太平洋（外房）側 - 瀬戸浜海水浴場 - 南千倉海水浴場 - 塩浦海水浴場 - 名倉海水浴場 - 根本海水浴場 | - 東京湾（内房）側 - 多田良西浜海水浴場 - 南無谷北海水浴場 - 岩井海岸海水浴場 - 多田良北浜海水浴場 - 原岡海水浴場 - 豊岡海水浴場 |

#### 温泉
- 南房総温泉郷に属する温泉一覧

| - 白浜温泉郷 - 白浜温泉 - 白浜飯田屋温泉 - 白浜野嶋温泉 - 白浜女来島温泉 - 白浜湯元温泉 - 元湯白浜温泉 - 南房総白浜温泉 - へいすけ温泉 | - 千倉温泉郷 - 千倉温泉 - 千倉海岸温泉 - 千倉海底温泉 - 千倉瀬戸浜温泉 - 千倉元湯温泉 - しあわせ温泉 | - 南房総岩井温泉郷 - 岩井湯元温泉 - 弁天温泉 |

#### その他
- 白浜フラワーパーク
- 千葉県嶺岡乳牛試験場・酪農のさと - 千葉県史跡に指定されている「日本酪農発祥の地」が当町の一角にあり[4]、それを記念して1995年（平成7年）11月8日にその中に歴史資料館として「酪農のさと」が開館した[4][209]。
- 観光温室 夢の花かん - 1994年（平成6年）5月7日開館[210]
- みるく工房 - 1994年（平成6年）4月7日完成[211]
- THE MAGARIGAWA CLUB - 2023年（令和5年）7月29日オープン。コーンズが運営する会員制サーキット。

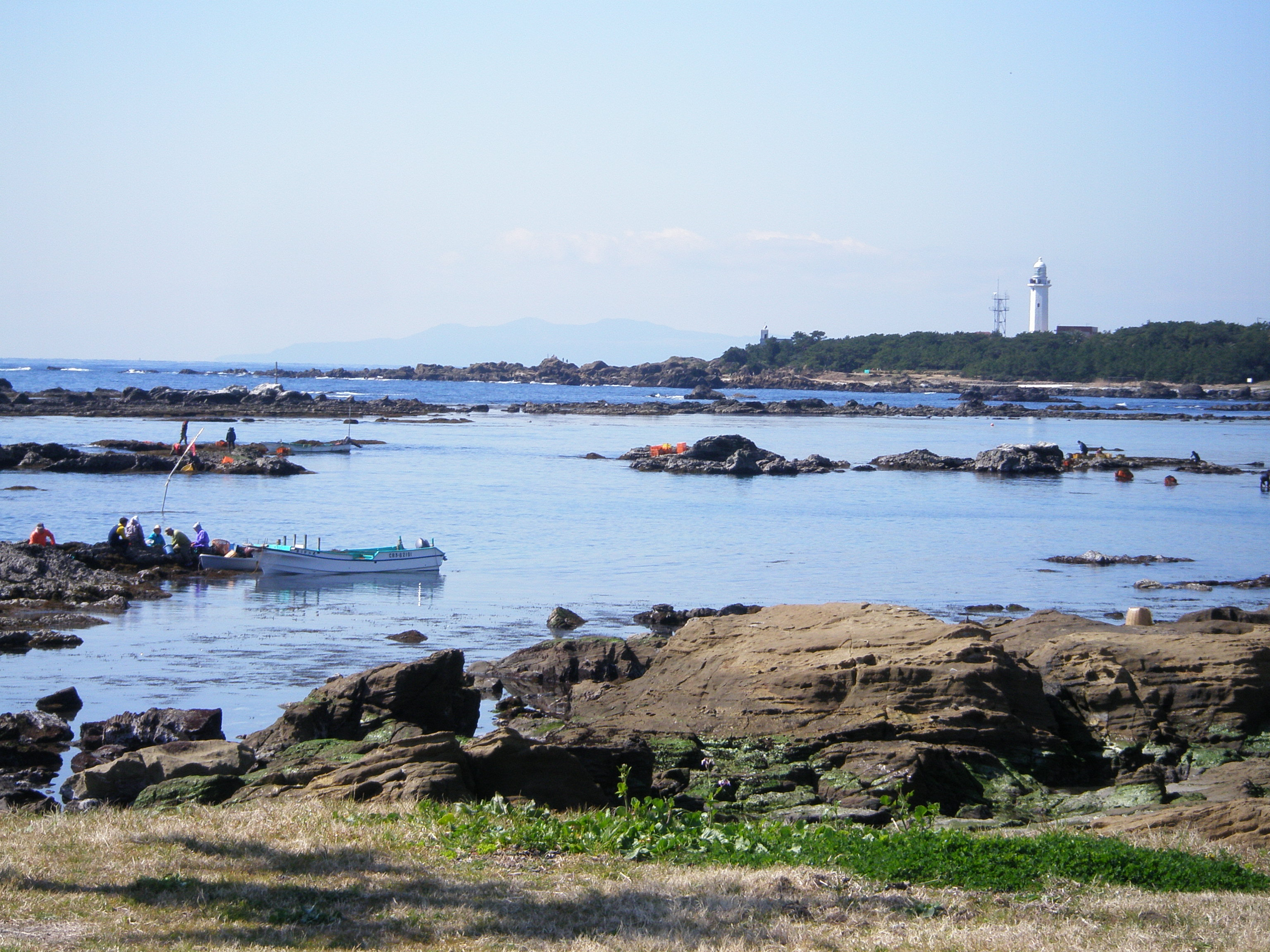
野島崎
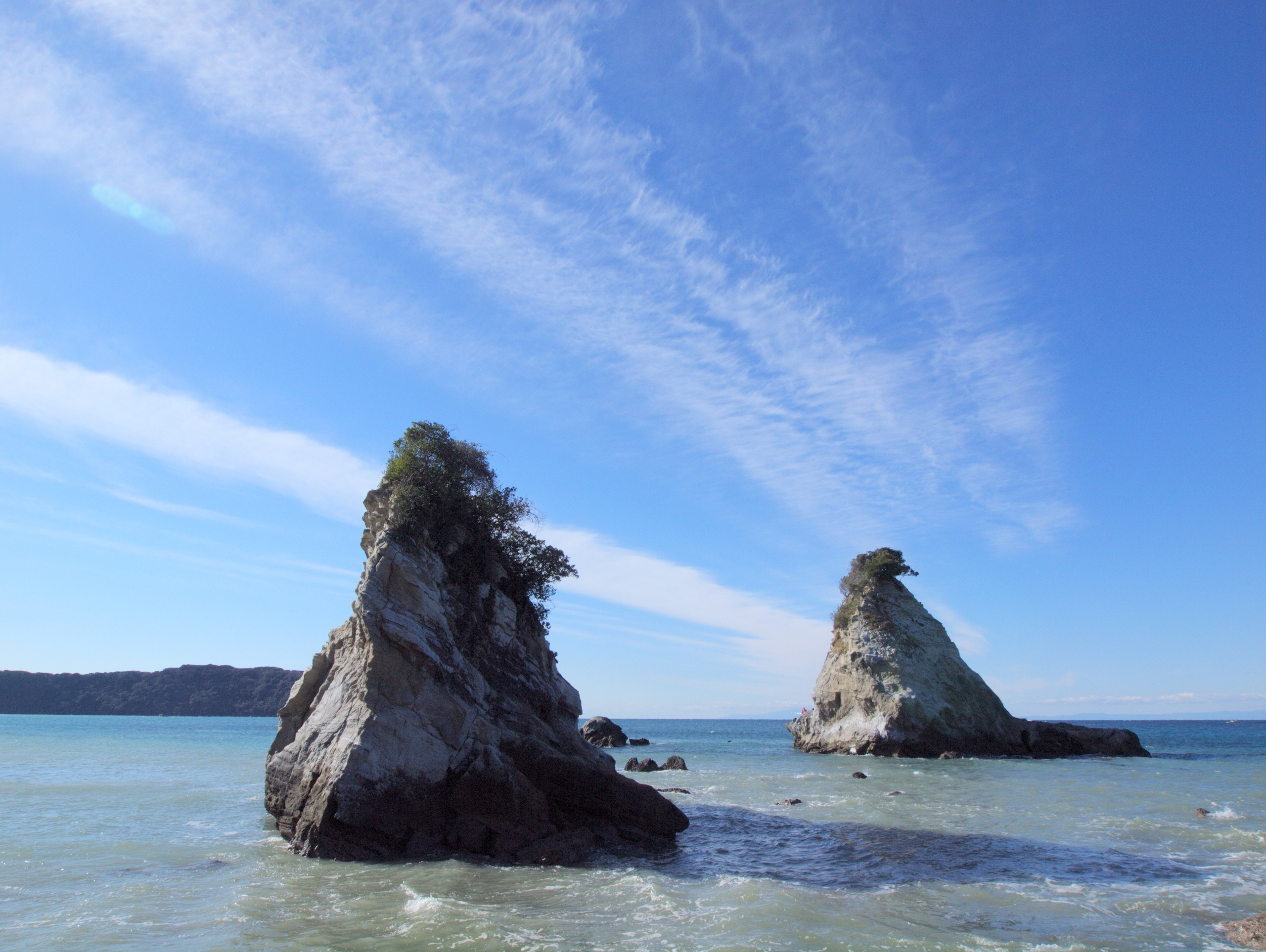
雀島
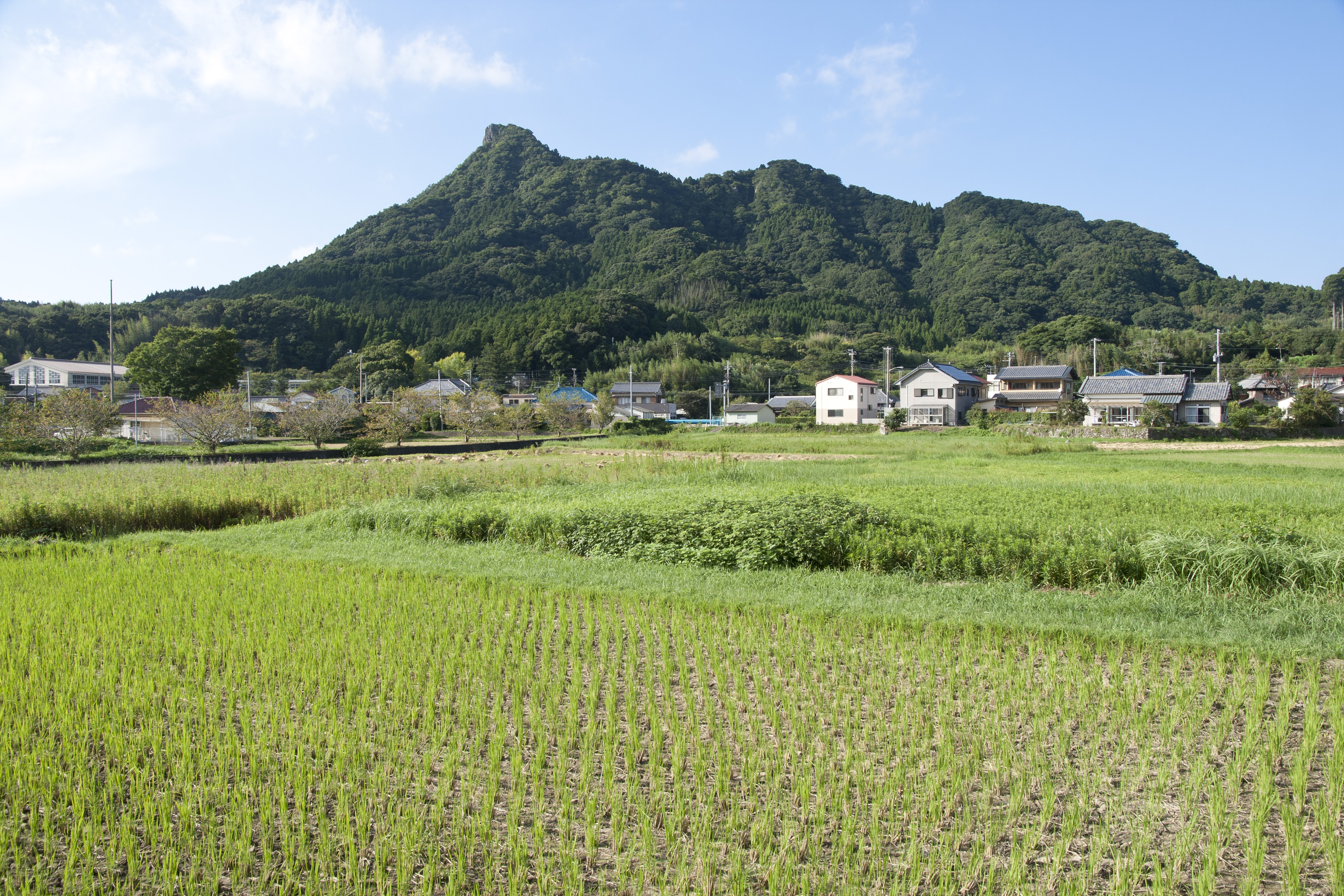
伊予ヶ岳
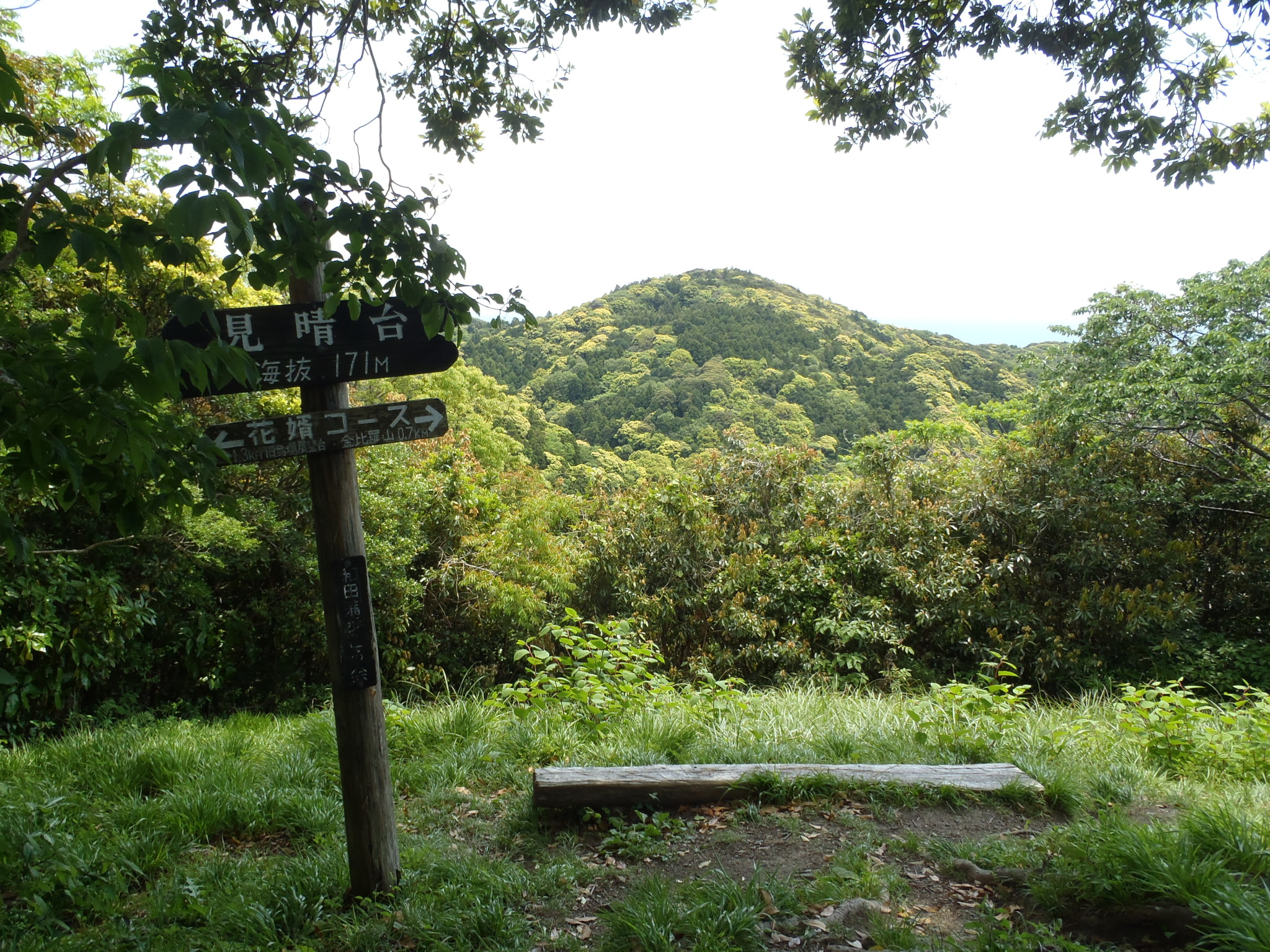
花嫁街道見晴台
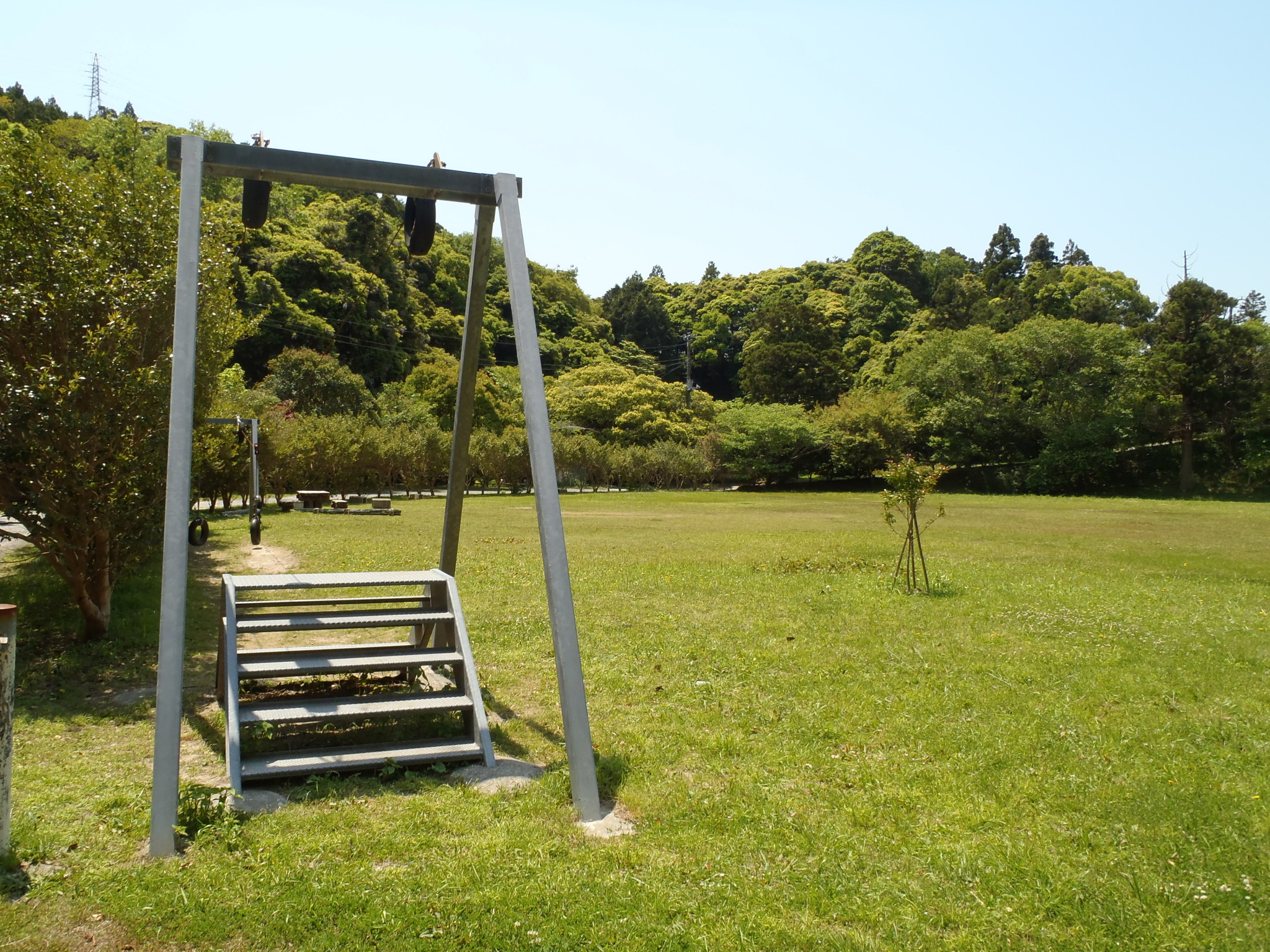
花園広場
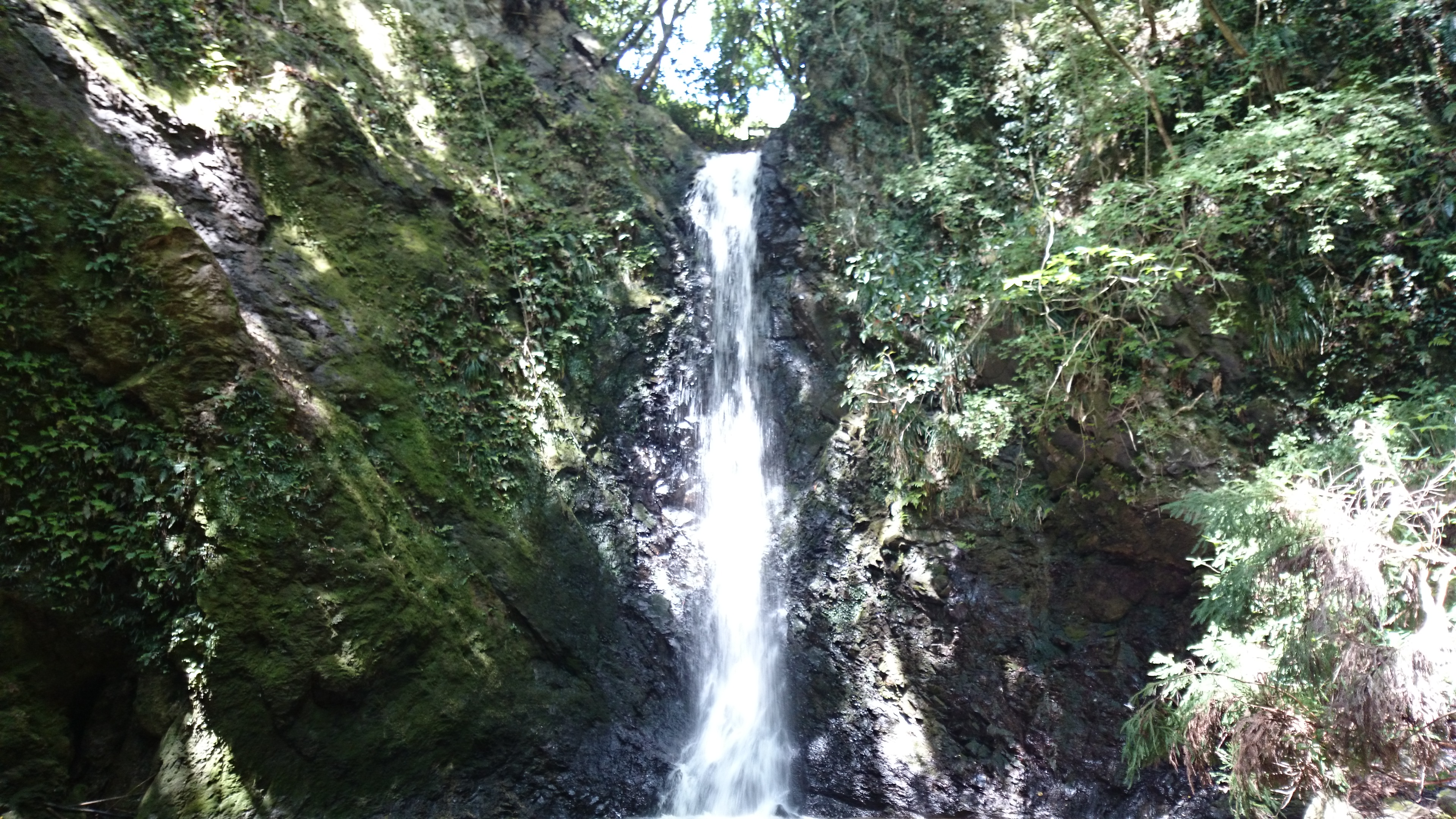
烏場山の麓にある黒滝
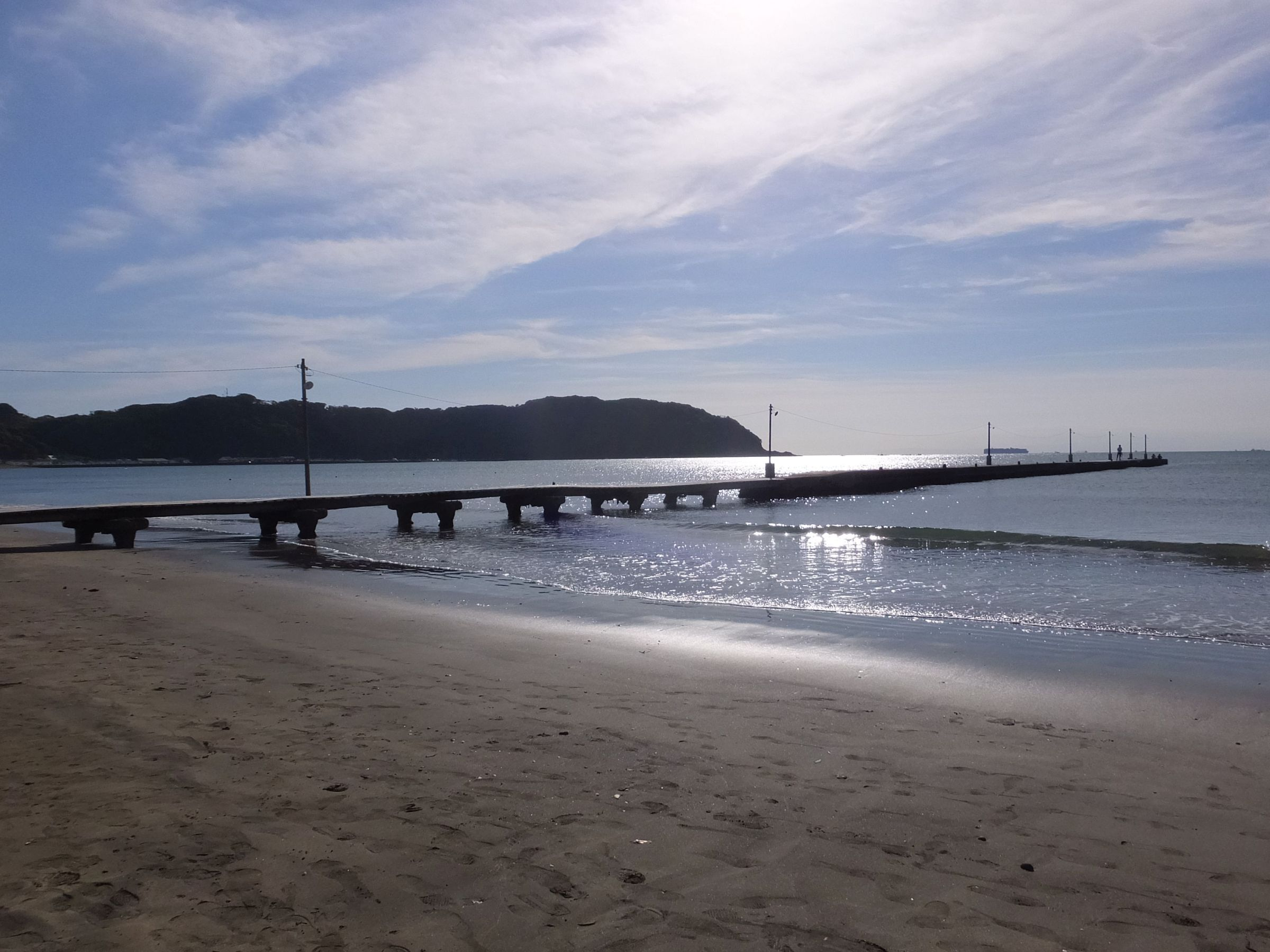
岡本桟橋（原岡海水浴場）

### 祭事・催事
- 白間津のオオマチ行事（国の重要無形民俗文化財） - 「黒潮文化」の1つで[212]、勇壮で華麗な「大網渡し」など[213]踊りを中心としたもので[214]、白間津の日枝神社に約1000年伝えられており[212][215]、1992年（平成4年）3月11日に国の重要無形民俗文化財に指定された[216]。
- 増間の御神的神事（千葉県指定無形民俗文化財、1963年5月4日指定） - 増間の日枝神社に伝わっている弓矢で的射て農作物の吉凶占う神事[217][218][219][220]。
- 加茂の花踊り（千葉県指定無形民俗文化財、1963年5月4日指定） - 加茂神社に豊作を祈願して奉納する[221]。
- 加茂の三番叟（千葉県指定無形民俗文化財、1962年5月1日指定） - 加茂神社に豊作を祈願して奉納する[221]。
- 千倉の三番叟（千葉県指定無形民俗文化財、1970年1月30日指定） - [222]
- 安房やわたんまち（千葉県指定無形民俗文化財、2004年3月30日指定）
- 筒粥神事 - 丸郷神社に伝わっている農作物の吉凶占う珍しい神事[223][224]。
- 海女祭り - 海の安全と豊漁を祈願[57]（7月20日、21日）
- 里見まつり - 南総里見八犬伝を元に観光振興のために始められることになった祭で[225]、10月に開催[226]。
- 伏姫まつり - 南総里見八犬伝主人公の伏姫を供養[227]。
- 白浜音頭　全国大会 - 1992年（平成4年）9月26・27日に第1回が開催され[228][229][230][231]、2009年（平成21年）9月まで開催された[232]。
- 人形劇フェスティバル - 影絵から文楽まで人形劇を幅広く上演する演劇祭で[233]、1988年（昭和63年）から開催され[234][235]、1991年（平成3年）9月に「地域イベント賞」優良賞を受賞し[236]、「人形劇の郷づくり事業」全体として自治大臣表彰を受賞した[237]。

### 文化財
南房総市の国・県指定および国登録の文化財一覧。
| 番号 | 指定・登録 | 種別                     | 名称                                 | 所在地                                       | 所有者または管理者                   | 指定年月日                                       | 備考 |
| ---- | ---------- | ------------------------ | ------------------------------------ | -------------------------------------------- | ------------------------------------ | ------------------------------------------------ | ---- |
| 1    | 国指定     | 重要文化財（建造物）     | 石堂寺本堂・多宝塔                   | 南房総市石堂302                              | 石堂寺                               | 大正5年5月24日・平成4年8月10日追加指定（多宝塔） | 2棟  |
| 2    | 国指定     | 重要文化財（建造物）     | 石堂寺薬師堂                         | 南房総市石堂302                              | 石堂寺                               | 昭和43年4月25日                                  | 1棟  |
| 3    | 国指定     | 重要文化財（建造物）     | 旧尾形家住宅（主屋・土間）           | 南房総市石堂301他                            | 南房総市                             | 昭和44年6月20日                                  | 2棟  |
| 4    | 国指定     | 重要文化財（彫刻）       | 木造十一面観音立像                   | 南房総市石堂302                              | 石堂寺                               | 大正5年8月17日                                   | 1躯  |
| 5    | 国指定     | 重要文化財（彫刻）       | 銅造十一面観音坐像                   | 東京国立博物館（寄託）                       | 小松寺                               | 昭和59年6月6日                                   | 1躯  |
| 6    | 国指定     | 重要無形民俗文化財       | 白間津のオオマチ（大祭）行事         | 南房総市千倉町白間津                         | 白間津区                             | 平成4年3月11日                                   |      |
| 7    | 国指定     | 記念物（史跡）           | 里見氏城跡稲村城跡 岡本城跡          | 館山市稲・南房総市富浦町豊岡                 | 館山市・南房総市他                   | 平成24年1月24日                                  |      |
| 8    | 県指定     | 有形文化財（建造物）     | 石堂寺山王宮                         | 南房総市石堂302                              | 石堂寺                               | 昭和41年12月2日                                  | 1棟  |
| 9    | 県指定     | 有形文化財（建造物）     | 賀茂神社本殿                         | 南房総市加茂2070                             | 賀茂神社                             | 昭和42年3月7日                                   | 1棟  |
| 10   | 県指定     | 有形文化財（建造物）     | めがね橋                             | 南房総市白浜町滝口地先                       | 南房総市                             | 平成1年3月10日                                   | 1基  |
| 11   | 県指定     | 有形文化財（絵画）       | 紙本著色天神縁起絵巻                 | 南房総市平久里中202                          | 天神社                               | 昭和37年5月1日                                   | 3巻  |
| 12   | 県指定     | 有形文化財（絵画）       | 絹本著色両界曼荼羅図                 | 南房総市府中687                              | 寳珠院                               | 平成7年3月14日                                   | 2幅  |
| 13   | 県指定     | 有形文化財（彫刻）       | 木造十一面観音立像                   | 南房総市府中687                              | 寶珠院                               | 昭和39年4月28日                                  | 1躯  |
| 14   | 県指定     | 有形文化財（彫刻）       | 木造千手観音立像                     | 南房総市久保587                              | 真野寺                               | 平成4年2月28日                                   | 1躯  |
| 15   | 県指定     | 有形文化財（彫刻）       | 木造二十八部衆立像・木造風神・雷神像 | 南房総市久保587                              | 真野寺                               | 平成4年2月28日                                   | 25躯 |
| 16   | 県指定     | 有形文化財（彫刻）       | 木造大黒天立像                       | 南房総市久保587                              | 真野寺                               | 平成4年2月28日                                   | 1躯  |
| 17   | 県指定     | 有形文化財（彫刻）       | 木造千手観音菩薩坐像                 | 南房総市石堂302                              | 石堂寺                               | 平成4年2月28日                                   | 1躯  |
| 18   | 県指定     | 有形文化財（彫刻）       | 木造薬師如来立像                     | 南房総市千倉町大貫1057                       | 小松寺                               | 平成8年3月22日                                   | 1躯  |
| 19   | 県指定     | 有形文化財（工芸品）     | 繍字法華経陀羅尼品                   | 南房総市府中687                              | 寶珠院                               | 昭和45年4月17日                                  | 1巻  |
| 20   | 県指定     | 有形文化財（工芸品）     | 梵鐘（応安七年在銘）                 | 南房総市千倉町大貫1057                       | 小松寺                               | 昭和47年1月28日                                  | 1口  |
| 21   | 県指定     | 有形文化財（考古資料）   | 延命寺板石塔婆（正安三年在銘）       | 南房総市本織2014-1                           | 延命寺                               | 昭和38年5月4日                                   | 1基  |
| 22   | 県指定     | 有形文化財（歴史資料）   | 菱川師宣過去帳                       | 南房総市二部1344-2                           | 勝善寺                               | 昭和33年4月23日                                  | 3帳  |
| 23   | 県指定     | 有形民俗文化財           | 豊田の人形芝居首及び衣裳             | 南房総市谷頭824                              | 谷頭区                               | 昭和29年12月21日                                 | 一括 |
| 24   | 県指定     | 有形民俗文化財           | 加茂の三番叟                         | 賀茂神社                                     | 賀茂神社民俗芸能保存会               | 昭和37年5月1日                                   |      |
| 25   | 県指定     | 有形民俗文化財           | 増間の御神的神事                     | 日枝神社                                     | 日枝神社氏子中                       | 昭和38年5月4日                                   |      |
| 26   | 県指定     | 有形民俗文化財           | 加茂の花踊                           | 賀茂神社                                     | 賀茂神社民俗芸能保存会               | 昭和38年5月4日                                   |      |
| 27   | 県指定     | 有形民俗文化財           | 千倉の三番叟                         | 荒磯魚見根神社・諏訪神社                     | 忽戸三番叟保存会・平磯式三番叟保存会 | 昭和45年1月30日                                  |      |
| 28   | 県指定     | 有形民俗文化財           | 安房やわたんまち                     | 鶴ヶ谷八幡宮、他12社                         | 安房やわたんまち安房国司祭継承保存会 | 平成16年3月30日                                  |      |
| 29   | 県指定     | 記念物（史跡）           | 日本酪農発祥地                       | 南房総市大井2537                             | 千葉県                               | 昭和38年5月4日                                   |      |
| 30   | 県指定     | 記念物（史跡）           | 加茂遺跡                             | 南房総市加茂                                 | 個人                                 | 昭和42年3月7日                                   |      |
| 31   | 県指定     | 記念物（天然記念物）     | 上三原ノ大樟                         | 南房総市和田町上三原1249-2                   | 山神社                               | 昭和10年3月26日                                  |      |
| 32   | 県指定     | 記念物（天然記念物）     | 岩井ノ蘇鉄                           | 南房総市                                     | 個人                                 | 昭和10年8月23日                                  |      |
| 33   | 県指定     | 記念物（天然記念物）     | 白浜の鍾乳洞                         | 南房総市白浜町白浜14039-1                    | 南房総市                             | 昭和29年3月31日                                  |      |
| 34   | 県指定     | 記念物（天然記念物）     | 白浜の屏風岩                         | 南房総市白浜町根本地先海岸                   | 国（南房総市）                       | 昭和30年12月15日                                 |      |
| 35   | 県指定     | 記念物（天然記念物）     | 白浜のシロウリガイ化石露頭           | 南房総市白浜町白浜2783ー4地先                | 国                                   | 平成8年3月22日                                   |      |
| 36   | 県指定     | 記念物（天然記念物）     | 南房総の地震隆起段丘                 | 南房総市白浜町根本1457-1・館山市浜田375、376 | 三嶋神社・船越鉈切神社               | 平成19年3月16日                                  |      |
| 37   | 国登録     | 登録有形文化財（建造物） | 須藤家住宅主屋                       | 南房総市千倉町大貫543                        | 個人                                 | 平成18年10月18日                                 | 1件  |
| 38   | 国登録     | 登録有形文化財（建造物） | 野島埼灯台                           | 南房総市白浜町白浜630                        | 国                                   | 平成24年2月23日                                  | 1件  |

## 有名人

### 出身有名人
- 小野次郎右衛門忠明 - 小野派一刀流の流祖[187]。
- 成瀬政男 - 歯車の研究で知られる機械工学者[239]。1998年（平成10年）9月に胸像が設置された[239]。
- 綿貫専太郎 - 京葉銀行京葉銀相談役[240]。1990年（平成2年）に私財約20億円を投じて留学生を支援する「綿貫国際奨学財団」を設立した[241][242][243]。
- 早川雪洲 - 映画俳優[244]。
- 間宮七郎平 - 花卉栽培の先駆者で千葉県特産功労者[95]。
- 鈴木おさむ - 放送作家、作家・脚本家・演出家・作詞家・ラジオパーソナリティ・タレント・映画監督。妻は森三中の大島美幸
- 篠巻政利（柔道家）
- 高木長之助（柔道家）
- 林よしはる - お笑い芸人（ニューカリカ）、政治家（南房総市議会議員）
- 沙耶（女子プロレスラー）
- 徳井青空（声優） - 当市第2号観光大使[245]。
- 高山一実（乃木坂46元メンバー） - 当市第4号観光大使（2015年3月 - ）[広報 1]。実家は旧富山町。
- 加藤貴之 - 北海道日本ハムファイターズに所属するプロ野球選手。
- 田村修（秋田放送アナウンサー）
- 村田椰融（漫画家） - 代表作として、『おかしき世界の境界線』・『妻、小学生になる。』（2022年（令和4年）1月にTBSテレビでテレビドラマ化）がある[246]。

### ゆかりの人物
- 若山牧水 - 根本海岸周辺で[247]大原海岸などを訪れて[248]「初恋」と「失恋」をして[249]熱烈な恋歌を詠んでおり[250]、1991年（平成3年）4月に石碑が設置された[251]。
- 菊地幽芳 - 根本海岸周辺を舞台に代表作の「己が罪」などを書いた小説家で新聞人[252]。1991年（平成3年）4月に石碑が設置された[251]。

## 南房総市を舞台・ロケ地とした作品

### 舞台地
- 亡国のイージス：福井晴敏の1999年の小説。旧白浜町に主人公の如月行の実家が有る。行の激動の少年期から物語が始まる。
- トラペジウム：高山一実（旧富山町出身）作。2024年にはアニメーション映画も公開された。

### ロケ地
- ラブレター (2008年のテレビドラマ)：TBS系愛の劇場40周年記念番組。舞台地の小豆島に見立てて、中学校などでロケを実施。
- 映画『ぬくもりの内側』 （2023年公開 イオンエンターテイメント、白石美帆・三田佳子・渡辺裕之・音無美紀子）